# Anghel Iordănescu
Anghel „Puiu” Iordănescu (wym. [ˈanɡel jordəˈnesku]; ur. 4 maja 1950 w Bukareszcie) – rumuński piłkarz, występujący na pozycji pomocnika lub napastnika, oraz trener piłkarski, generał i senator. Z wykształcenia jest ekonomistą, absolwentem Akademii Ekonomicznej w Bukareszcie.
Na przestrzeni dwudziestu trzech lat trzykrotnie był selekcjonerem reprezentacji Rumunii, którą doprowadził do ćwierćfinału Mundialu 1994 (najlepszy wynik w historii). Ponadto brał z nią udział w Euro 1996 (runda grupowa), Mundialu 1998 (1/8 finału) i Euro 2016 (runda grupowa). W drugiej połowie lat 80. ze Steauą Bukareszt, czyli klubem, w którym spędził niemal całą karierę piłkarską, zdobył cztery tytuły mistrza Rumunii, Superpuchar Europy oraz awansował do finału Pucharu Europejskich Mistrzów Krajowych. W przerwach w pracy z rumuńską kadrą prowadził – z sukcesami – zespoły klubowe z krajów Zatoki Perskiej, a także krótko reprezentację Grecji.
W rankingu IFFHS na najlepszego trenera piłkarskiego na świecie w latach 1996–2010 zajął 46. miejsce, ex aequo ze swoim rodakiem Mirceą Lucescu. Został też uwzględniony w rankingu trenerów pierwszej dekady XXI wieku. Często przedstawiany jako najlepszy rumuński trener piłkarski XX wieku.

## Kariera piłkarska

### Kariera klubowa
Iordănescu urodził się w Bukareszcie i jest wychowankiem stołecznej Steauy, w której barwach grał niemal przez całą piłkarską karierę Zapisał się do tego klubu w wieku dwunastu lat. Tu także rozpoczynał w drugiej połowie lat 80. pracę szkoleniową.
| Rekordziści Steauy Bukareszt | Rekordziści Steauy Bukareszt | Rekordziści Steauy Bukareszt | Rekordziści Steauy Bukareszt |
| Najwięcej meczów             | Najwięcej meczów             | Najwięcej goli               | Najwięcej goli               |
| ---------------------------- | ---------------------------- | ---------------------------- | ---------------------------- |
| Tudorel Stoica               | 369                          | Anghel Iordănescu            | 155                          |
| Marius Lăcătuș               | 357                          | Gheorghe Constantin          | 145                          |
| Anghel Iordănescu            | 317                          | Victor Pițurcă               | 137                          |

Po raz pierwszy w zespole Steauy wystąpił w listopadzie 1968, w spotkaniu ligowym z Politehniką Jassy (1:2), kiedy trenerem klubu był Ștefan Kovács. Jako młody zawodnik grał u boku ówczesnych lub przyszłych reprezentantów Rumunii, m.in. bramkarza Vasile’a Iordache’a (wiele lat później będzie on członkiem sztabu szkoleniowego Iordănescu), obrońców Lajosa Sătmăreanu i Teodora Angheliniego oraz napastnika Marcela Răducanu. Mimo iż był nominalnym pomocnikiem, to należał do najskuteczniejszych graczy w lidze rumuńskiej: raz – w sezonie 1981–1982 – wywalczył koronę króla strzelców (20 bramek), a łącznie w ekstraklasie strzelił 155 goli. Jest tym samym najlepszym strzelcem Steauy w jej historii, a pod względem liczby meczów – 317 – plasuje się w klubowej klasyfikacji na trzecim miejscu. Był szczególnie znany z precyzyjnego wykonywania rzutów wolnych. Porównując skuteczność Iordănescu z lepszymi dokonaniami Dudu Georgescu i Rodiona Cămătaru, polski dziennikarz napisał: „Wprawdzie strzelił mniej goli od zdobywców Złotego Buta redakcji „France Football”, ale w odróżnieniu od nich nie była to reżyserowana sztuka dla sztuki, wątpliwej zresztą reputacji. Każda z jego bramek dawała Steaule punktowe zyski”. W latach 1980–1982 Iordănescu był kapitanem Steauy.

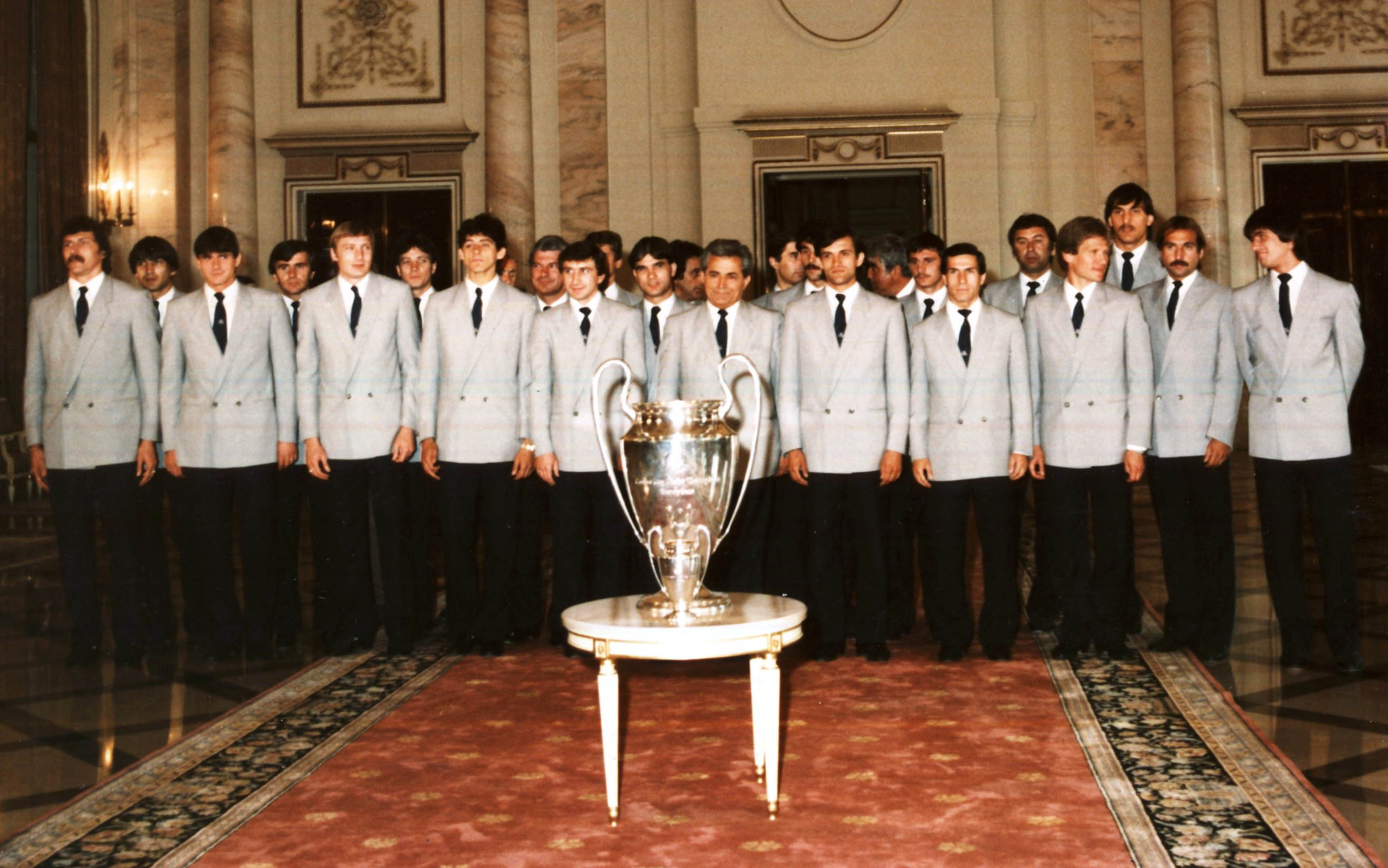
Piłkarze Steauy po zwycięstwie w PEMK 1985–1986. Iordănescu – asystent trenera – wystąpił w meczu finałowym.

W latach 1968–1982, czyli w czasie występów Iordănescu w drużynie seniorskiej Steauy, klub ten zdobył tylko dwa tytuły mistrza kraju, jedno wicemistrzostwo i cztery Puchary Rumunii. Jednak na początku lat 80. Steauą zainteresowała się rodzina dyktatora Nicolae Ceaușescu (prezesem został jego adoptowany syn Valentin) oraz przedstawiciele rumuńskiego wojska, którzy zainwestowali środki finansowe, aby wzmocnić Steauę i uczynić z niej konkurenta dla – popieranego przez MSW i Securitate – Dinama Bukareszt.
Iordănescu ostatni mecz ligowy rozegrał w czerwcu 1982, czyli na początku rządów młodego Ceaușescu. Niedługo później zdecydował się na pierwszy w karierze transfer zagraniczny. W greckim OFI 1925 organizował grę i kreował okazje strzeleckie dla napastnika Thalisa Tsirimokosa.
W 1984 Iordănescu powrócił do Steauy, gdzie został asystentem Emerica Jeneia. Ma jednak swój piłkarski udział w największym sukcesie Steauy w jej historii, czyli zdobyciu Pucharu Europejskich Mistrzów Krajowych (1985/1986). Bo w finale w końcówce pojawił się na boisku; miało to miejsce dwa lata po oficjalnym zakończeniu kariery piłkarskiej. Polski dziennikarz pisał: „Dzięki doświadczeniu i niezłej technice podporządkował sobie przebieg wydarzeń, zwalniał grę i przetrzymywał piłkę, ile się dało”. W drodze po pierwszy i ostatni triumf na arenie międzynarodowej Steaua pokonała mistrzów Danii (Vejle BK), Węgier (Budapest Honvéd FC), Finlandii (FC Kuusysi), Belgii (RSC Anderlecht), a w rzeczonym finale – po rzutach karnych (0:0, k. 2:0) – FC Barcelonę.
Zapytany po latach o ocenę swojej kariery piłkarskiej, Iordănescu powiedział:

Poza talentem trzeba także ciężko pracować. Nigdy nie opuszczałem treningów, zawsze byłem gotowy do maksymalnego wysiłku.

### Kariera reprezentacyjna
„Iordănescu był – obok Cruyffa – piłkarzem, który imponował mi najbardziej, kiedy byłem dzieckiem. Kreatywny i lewonożny, tak jak ja. Później został moim trenerem w Steaule i reprezentacji. Trudno opisać to uczucie.”

W reprezentacji Rumunii debiutował w 1971 w wieku dwudziestu jeden lat w meczu eliminacyjnym Igrzysk Olimpijskich z Albanią (2:1), chociaż – jako że gry olimpijskie bywają nie uwzględniane w statystykach – za oficjalny debiut uznaje się też mecz eliminacji mistrzostw Europy 1972 z Finlandią w tym samym roku. W obu strzelił zresztą gola.
W reprezentacji występował przez dziesięć lat, jednak w tym okresie Rumuni ani razu nie awansowali do mistrzostw świata i Europy. Najbliżej byli w 1973, kiedy w walce o Mundial 1974 wyprzedzili ich minimalnie (o jeden punkt) piłkarze ze Wschodnich Niemiec. Eliminacje do kolejnych turniejów przegrywali już wyraźniej z Hiszpanami (1976 i 1978), Hiszpanami i Jugosłowianami (1980) oraz Węgrami i Anglikami (1982). Polski dziennikarz zauważył, że piłkarz Iordănescu urodził się nie w porę. „Na Mundial 1970 był za młody, a Euro 1984 przypadło na rok, gdy zawieszał buty na kołku”.
Łącznie w reprezentacji Iordănescu rozegrał 64 mecze (w tym siedem w grach olimpijskich). Strzelił w nich 26 goli, co daje mu siódme miejsce (ex-aequo z trzema innymi piłkarzami) w rankingu najskuteczniejszych reprezentantów Rumunii. Wielu z jego boiskowych kolegów również poświęciło się pracy szkoleniowej i odniosło w niej niemałe sukcesy. Dotyczy to choćby Mircei Lucescu, Ladislaua Bölöniego, Ilie Balaciego, Costicy Ștefănescu, czy Cornela Dinu. Iordănescu trzykrotnie grał przeciwko Polsce i strzelił jej dwa gole (w latach 1978–1981).
Po raz ostatni wystąpił w reprezentacji w październiku 1981 przeciw Szwajcarii (1:2) w przedostatnim meczu nieudanych eliminacji do Mundialu 1982. U następnego selekcjonera (i swojego byłego kolegi) Mircei Lucescu już nie zagrał.
Porównując warunki, w jakich sam grał w piłkę w okresie komunizmu, z tym, co nastało po jego obaleniu, Iordănescu ocenił:

Przed obaleniem systemu totalitarnego mieliśmy w Rumunii wielu utalentowanych piłkarzy. Niestety, przystępowaliśmy do większości meczów międzynarodowych z kompleksem kogoś gorszego, słabszego. System narzucał wzorce, schematy, które ograniczały rozwój osobowości. Teraz piłkarze pokazują, na co ich naprawdę stać.

## Kariera szkoleniowa

### 1984–1993: Steaua Bukareszt i Anorthosis Famagusta

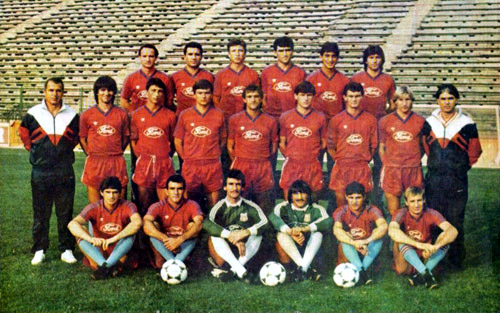
Steaua Bukareszt przed finałem PEMK 1989, przegranym 0:4 z A.C. Milanem. Trener Iordănescu pierwszy z prawej w drugim rzędzie.

Latem 1984, po powrocie z OFI 1925 do Steauy Bukareszt, 34-letni Iordănescu został włączony do sztabu szkoleniowego przez Emerica Jeneia. Był jego asystentem w jednym z najlepszych okresów w historii klubu; w ciągu dwu lat drużyna dwukrotnie zdobyła mistrzostwo, jeden Puchar kraju, a także – w sezonie 1985–1986 – jako pierwsza z Rumunii wygrała Puchar Europejskich Mistrzów Krajowych. Iordănescu, wspominając to osiągnięcie po dwudziestu pięciu latach, powiedział, że:

Jeśli nie jest to największy sukces w historii rumuńskiej piłki nożnej, to z pewnością taki, który przysporzył najwięcej radości Rumunom.

Krótko po tym wydarzeniu Jenei został selekcjonerem reprezentacji Rumunii, a na jego następcę w Steaui wybrano Iordănescu. Kilka miesięcy po objęciu tego stanowiska zdobył – po zwycięstwie 1:0 nad Dynamem Kijów – Superpuchar Europy.
Ze starego składu Steauy powoli zaczęli odchodzić najważniejsi piłkarze: z powodów zdrowotnych piłkarską karierę zakończył bramkarz Helmuth Duckadam, klub zmienili pomocnicy Ladislau Bölöni i Mihai Majearu oraz obrońcy Miodrag Belodedici i Ilie Bărbulescu. Iordănescu musiał postawić na zdolną młodzież, pokolenie graczy urodzonych w połowie lat 60. Z pomocą władz państwowych, które popierały wojskową Steauę, sprowadzono więc wyróżniających się młodych zawodników ze słabszych klubów: Gheorghe Hagiego ze Sportulu Studențesc oraz Dana Petrescu i Ilie Dumitrescu z wypożyczenia w Olcie Scornicești. Wszyscy trzej byli później liderami trzech formacji (defensywy, pomocy i ataku) w prowadzonej przez Iordănescu reprezentacji Rumunii. Najlepszych piłkarzy Rumunii do Steauy przyciągały wysokie zarobki wynoszące nawet do 50 tysięcy lei miesięcznie przy średniej krajowej 2-3 tysiące oraz parasol polityczny klanu Ceaușescu, pomagający w utrzymaniu dominacji klubu w lidze.
Steaua w tym okresie kontynuowała – rozpoczęte w 1985 – pasmo zwycięstw w ekstraklasie rumuńskiej. Zdobyła tytuł mistrza kraju trzy razy z rzędu (1986–1987, 1987–1988 i 1988–1989); za każdym razem kończyła sezon, nie zaznając ani jednej porażki. W tym czasie wywalczyła także trzy Puchary Rumunii. W finale tych rozgrywek trzykrotnie wygrywała z Dinamem Bukareszt. Chociaż w kolejnych latach wielokrotnie podważano uczciwość tych osiągnięć, a działaczom klubu zarzucano kupno meczów, to nikomu nic nie udowodniono. O kradzieży tytułów mistrzowskich mówił otwarcie Mircea Lucescu, który w tamtym okresie był trenerem Dinama. Od czerwca 1986 do września 1989 roku Steaua nie przegrała 104 meczów z rzędu w krajowej lidze, co jest do dzisiaj rekordem Europy pod tym względem, a do 1994 był to także rekord świata (rekord został wówczas pobity przez zespół z Wybrzeży Kości Słoniowej ASEC Mimosas, który nie przegrał w lidze 108 meczów).
Klub dobrze radził sobie także w meczach o Puchar Europejskich Mistrzów Krajowych: w pierwszych dwóch sezonach pracy Iordănescu dochodził odpowiednio do II rundy (porażka z Anderlechtem, 1986–1987) i półfinału (1987–1988), w którym przegrał z Benfiką Lizbona (0:0 i 0:2). Najlepiej jednak zaprezentował się w rozgrywkach 1988–1989, kiedy – podobnie jak trzy lata wcześniej – dotarł do finału. Po drodze pokonał Spartę Praga, Spartak Moskwa, IFK Göteborg i Galatasaray SK. W finale uległ jednak 0:4 A.C. Milanowi, w którego barwach grali wówczas m.in. Marco van Basten, Ruud Gullit, Frank Rijkaard, Carlo Ancelotti i Paolo Maldini. Mecz, rozegrany w Barcelonie, oglądało 100 tysięcy widzów.
Jeden z piłkarzy ówczesnej Steauy, Ilie Dumitrescu, zapytany po latach o przyczyny jej sukcesów w drugiej połowie lat 80., odpowiedział, że jej największą wartością było połączenie doświadczenia starszych zawodników ze świeżością i energią piłkarskiej młodzieży. Natomiast polski dziennikarz zasugerował, że duży wpływ na osiągnięcia klubu miała sytuacja wewnętrzna w kraju rządzonym przez Nicolae Ceaușescu: „Nie bez znaczenia wydaje się także niski poziom życia i trudności gospodarcze Rumunii. Sprawia to, że uprawianie tak popularnej dyscypliny stanowi dla wielu młodych ludzi nie tylko wielką atrakcję, ale także życiową szansę”.

„Iordănescu to doskonały fachowiec. Potrafi wprowadzić żelazną dyscyplinę, ale kiedy trzeba także klimat przyjaźni. Zawsze umiał dobierać sobie najlepszych piłkarzy.”

Niedługo po rewolucji 1989 roku, kiedy z Rumunii zaczęli wyjeżdżać najlepsi piłkarze, a Steaua – pierwszy raz od sześciu lat – przegrała rywalizację o mistrzostwo kraju, Iordănescu przyjął propozycję prowadzenia Anorthosisu Famagusta. Dwukrotnie zdobył z tą drużyną, której największą gwiazdą był wówczas Nigeryjczyk Michael Obiku, wicemistrzostwo Cypru (1991 i 1992). W rozgrywkach Pucharu UEFA 1991–1992 Anorthosis spotkał się w pierwszej rundzie ze Steauą; po dwumeczu (1:2 i 2:2) do dalszych gier awansował były klub Rumuna.
Ponownie zjawił się w Steaule w 1992, kiedy żadnemu z jego następców (Costică Ștefănescu, Bujor Hălmăgeanu, Emeric Jenei i Victor Pițurcă) nie udało się wywalczyć mistrzostwa kraju. Iordănescu odzyskał tytuł mistrzowski, mimo iż w składzie drużyny nie było już Hagiego i Petrescu, którzy po upadku komunizmu wyjechali za granicę. Trener postawił na innych młodych graczy, którzy później także występowali w prowadzonej przez niego reprezentacji; w kadrze Steauy na sezon 1992–1993 znajdowali się m.in. Daniel Prodan, Anton Doboș, Iulian Filipescu, Constantin Gâlcă i Ion Vlădoiu. W tym okresie Iordănescu kontynuował również współpracę z 48-letnim Dumitru Dumitriu, byłym piłkarzem Steauy, który w latach 1988–1990 i 1992–1993 był jego asystentem. Dumitriu pomagał mu także w pracy z kadrą do Mundialu 1994.

### 1993–1998: reprezentacja Rumunii (I)
| Mecze reprezentacji Rumunii pod wodzą Anghela Iordănescu (1993–1998) | Mecze reprezentacji Rumunii pod wodzą Anghela Iordănescu (1993–1998) | Mecze reprezentacji Rumunii pod wodzą Anghela Iordănescu (1993–1998) | Mecze reprezentacji Rumunii pod wodzą Anghela Iordănescu (1993–1998) | Mecze reprezentacji Rumunii pod wodzą Anghela Iordănescu (1993–1998) | Mecze reprezentacji Rumunii pod wodzą Anghela Iordănescu (1993–1998) | Mecze reprezentacji Rumunii pod wodzą Anghela Iordănescu (1993–1998) |
| Data                                                                 | Przeciwnik                                                           | Z-R-P                                                                | Wynik                                                                | Stadion                                                              | Rozgrywki                                                            |                                                                      |
| 1993                                                                 | 1993                                                                 | 1993                                                                 | 1993                                                                 | 1993                                                                 | 1993                                                                 | 1993                                                                 |
| -------------------------------------------------------------------- | -------------------------------------------------------------------- | -------------------------------------------------------------------- | -------------------------------------------------------------------- | -------------------------------------------------------------------- | -------------------------------------------------------------------- | -------------------------------------------------------------------- |
| 08.09.1993                                                           | Wyspy Owcze                                                          | Z                                                                    | 4–0                                                                  | Svangaskarð, Toftir                                                  | El. do MŚ 1994                                                       |                                                                      |
| 22.09.1993                                                           | Izrael                                                               | Z                                                                    | 1–0                                                                  | Stadion Ghencea, Bukareszt                                           | Mecz towarzyski                                                      |                                                                      |
| 13.10.1993                                                           | Belgia                                                               | Z                                                                    | 2–1                                                                  | Stadion Ghencea, Bukareszt                                           | El. do MŚ 1994                                                       |                                                                      |
| 17.10.1993                                                           | Walia                                                                | Z                                                                    | 2–1                                                                  | Ninian Park, Cardiff                                                 | El. do MŚ 1994                                                       |                                                                      |
| 1994                                                                 |                                                                      |                                                                      |                                                                      |                                                                      |                                                                      |                                                                      |
| 13.02.1994                                                           | Stany Zjednoczone                                                    | Z                                                                    | 2–1                                                                  | Hong Kong Stadium, Hongkong                                          | Mecz towarzyski                                                      |                                                                      |
| 16.02.1994                                                           | Korea Południowa                                                     | Z                                                                    | 2–1                                                                  | Changwon Civic Stadium, Changwon                                     | Mecz towarzyski                                                      |                                                                      |
| 23.03.1994                                                           | Irlandia Północna                                                    | P                                                                    | 0–2                                                                  | Windsor Park, Belfast                                                | Mecz towarzyski                                                      |                                                                      |
| 20.04.1994                                                           | Boliwia                                                              | Z                                                                    | 3–0                                                                  | Stadion Ghencea, Bukareszt                                           | Mecz towarzyski                                                      |                                                                      |
| 25.05.1994                                                           | Nigeria                                                              | Z                                                                    | 2–0                                                                  | Stadion Ghencea, Bukareszt                                           | Mecz towarzyski                                                      |                                                                      |
| 01.06.1994                                                           | Słowenia                                                             | R                                                                    | 0–0                                                                  | Stadion Ghencea, Bukareszt                                           | Mecz towarzyski                                                      |                                                                      |
| 12.06.1994                                                           | Szwecja                                                              | R                                                                    | 1–1                                                                  | Trabuco Hills Stadium, Newport Beach (USA)                           | Mecz towarzyski                                                      |                                                                      |
| 18.06.1994                                                           | Kolumbia                                                             | Z                                                                    | 3–1                                                                  | Rose Bowl, Pasadena (USA)                                            | MŚ 1994                                                              |                                                                      |
| 22.06.1994                                                           | Szwajcaria                                                           | P                                                                    | 1–4                                                                  | Pontiac Silverdome, Detroit (USA)                                    | MŚ 1994                                                              |                                                                      |
| 26.06.1994                                                           | Stany Zjednoczone                                                    | Z                                                                    | 1–0                                                                  | Rose Bowl, Pasadena                                                  | MŚ 1994                                                              |                                                                      |
| 03.07.1994                                                           | Argentyna                                                            | Z                                                                    | 3–2                                                                  | Rose Bowl, Pasadena (USA)                                            | MŚ 1994                                                              |                                                                      |
| 10.07.1994                                                           | Szwecja                                                              | P                                                                    | 2–2, k.4–5                                                           | Stanford Stadium, San Francisco (USA)                                | MŚ 1994                                                              |                                                                      |
| 07.09.1994                                                           | Azerbejdżan                                                          | Z                                                                    | 3–0                                                                  | Stadion Ghencea, Bukareszt                                           | El. do ME 1996                                                       |                                                                      |
| 08.10.1994                                                           | Francja                                                              | R                                                                    | 0–0                                                                  | Stade Geoffroy-Guichard, Saint-Étienne                               | El. do ME 1996                                                       |                                                                      |
| 12.10.1994                                                           | Anglia                                                               | R                                                                    | 1–1                                                                  | Stadion Wembley, Londyn                                              | Mecz towarzyski                                                      |                                                                      |
| 12.11.1994                                                           | Słowacja                                                             | Z                                                                    | 3–2                                                                  | Stadion Ghencea, Bukareszt                                           | El. do ME 1996                                                       |                                                                      |
| 14.12.1994                                                           | Izrael                                                               | R                                                                    | 1–1                                                                  | Stadion Ramat Gan, Ramat Gan                                         | El. do ME 1996                                                       |                                                                      |
| 1995                                                                 |                                                                      |                                                                      |                                                                      |                                                                      |                                                                      |                                                                      |
| 08.02.1995                                                           | Grecja                                                               | P                                                                    | 0–1                                                                  | Stadion Messiniakos, Kalamata                                        | Mecz towarzyski                                                      |                                                                      |
| 15.02.1995                                                           | Turcja                                                               | R                                                                    | 1–1                                                                  | İzmir Alsancak Stadium, Izmir                                        | Mecz towarzyski                                                      |                                                                      |
| 29.03.1995                                                           | Polska                                                               | Z                                                                    | 2–1                                                                  | Stadion Ghencea, Bukareszt                                           | El. do ME 1996                                                       |                                                                      |
| 26.04.1995                                                           | Azerbejdżan                                                          | Z                                                                    | 4–1                                                                  | Hüseyin Avni Aker Stadyumu, Trabzon (Turcja)                         | El. do ME 1996                                                       |                                                                      |
| 07.06.1995                                                           | Izrael                                                               | Z                                                                    | 2–1                                                                  | Stadion Ghencea, Bukareszt                                           | El. do ME 1996                                                       |                                                                      |
| 06.09.1995                                                           | Polska                                                               | R                                                                    | 0–0                                                                  | Stadion im. Ernesta Pohla, Zabrze                                    | El. do ME 1996                                                       |                                                                      |
| 11.10.1995                                                           | Francja                                                              | P                                                                    | 1–3                                                                  | Stadion Ghencea, Bukareszt                                           | El. do ME 1996                                                       |                                                                      |
| 15.11.1995                                                           | Słowacja                                                             | Z                                                                    | 2–0                                                                  | Všešportový areál, Koszyce                                           | El. do ME 1996                                                       |                                                                      |
| 1996                                                                 |                                                                      |                                                                      |                                                                      |                                                                      |                                                                      |                                                                      |
| 27.03.1996                                                           | Jugosławia                                                           | P                                                                    | 0–1                                                                  | Stadion Crvena zvezda, Belgrad                                       | Mecz towarzyski                                                      |                                                                      |
| 24.04.1996                                                           | Gruzja                                                               | Z                                                                    | 5–0                                                                  | Stadion Ghencea, Bukareszt                                           | Mecz towarzyski                                                      |                                                                      |
| 01.06.1996                                                           | Mołdawia                                                             | Z                                                                    | 3–1                                                                  | Stadion Ghencea, Bukareszt                                           | Mecz towarzyski                                                      |                                                                      |
| 10.06.1996                                                           | Francja                                                              | P                                                                    | 0–1                                                                  | St James’ Park, Newcastle (Anglia)                                   | ME 1996                                                              |                                                                      |
| 13.06.1996                                                           | Bułgaria                                                             | P                                                                    | 0–1                                                                  | St James’ Park, Newcastle (Anglia)                                   | ME 1996                                                              |                                                                      |
| 18.06.1996                                                           | Hiszpania                                                            | P                                                                    | 1–2                                                                  | Elland Road, Leeds (Anglia)                                          | ME 1996                                                              |                                                                      |
| 14.08.1996                                                           | Izrael                                                               | Z                                                                    | 2–0                                                                  | Stadion Ghencea, Bukareszt                                           | Mecz towarzyski                                                      |                                                                      |
| 31.08.1996                                                           | Litwa                                                                | Z                                                                    | 3–0                                                                  | Stadion Ghencea, Bukareszt                                           | El. do MŚ 1998                                                       |                                                                      |
| 14.09.1996                                                           | Zjednoczone Emiraty Arabskie                                         | P                                                                    | 1–2                                                                  | Stadion Cotroceni, Bukareszt                                         | Mecz towarzyski                                                      |                                                                      |
| 09.10.1996                                                           | Islandia                                                             | Z                                                                    | 4–0                                                                  | Laugardalsvöllur, Reykjavík                                          | El. do MŚ 1998                                                       |                                                                      |
| 14.12.1996                                                           | Macedonia                                                            | Z                                                                    | 3–0                                                                  | Arena Narodowa im. Filipa II Macedońskiego, Skopje                   | El. do MŚ 1998                                                       |                                                                      |
| 1997                                                                 |                                                                      |                                                                      |                                                                      |                                                                      |                                                                      |                                                                      |
| 29.03.1997                                                           | Liechtenstein                                                        | Z                                                                    | 8–0                                                                  | Stadion Ghencea, Bukareszt                                           | El. do MŚ 1998                                                       |                                                                      |
| 02.04.1997                                                           | Litwa                                                                | Z                                                                    | 1–0                                                                  | Stadion Žalgiris, Wilno                                              | El. do MŚ 1998                                                       |                                                                      |
| 30.04.1997                                                           | Irlandia                                                             | Z                                                                    | 1–0                                                                  | Stadion Ghencea, Bukareszt                                           | El. do MŚ 1998                                                       |                                                                      |
| 20.08.1997                                                           | Macedonia                                                            | Z                                                                    | 4–2                                                                  | Stadion Ghencea, Bukareszt                                           | El. do MŚ 1998                                                       |                                                                      |
| 06.09.1997                                                           | Liechtenstein                                                        | Z                                                                    | 8–1                                                                  | Sportpark Eschen-Mauren, Eschen                                      | El. do MŚ 1998                                                       |                                                                      |
| 10.09.1997                                                           | Islandia                                                             | Z                                                                    | 4–0                                                                  | Stadion Ghencea, Bukareszt                                           | El. do MŚ 1998                                                       |                                                                      |
| 11.10.1997                                                           | Irlandia                                                             | R                                                                    | 1–1                                                                  | Lansdowne Road, Dublin                                               | El. do MŚ 1998                                                       |                                                                      |
| 19.11.1997                                                           | Hiszpania                                                            | R                                                                    | 1–1                                                                  | Estadio Lluís Sitjar, Palma de Mallorca                              | Mecz towarzyski                                                      |                                                                      |
| 1998                                                                 |                                                                      |                                                                      |                                                                      |                                                                      |                                                                      |                                                                      |
| 18.03.1998                                                           | Izrael                                                               | P                                                                    | 0–1                                                                  | Stadion Ghencea, Bukareszt                                           | Mecz towarzyski                                                      |                                                                      |
| 08.04.1998                                                           | Grecja                                                               | Z                                                                    | 2–1                                                                  | Stadionul Național, Bukareszt                                        | Mecz towarzyski                                                      |                                                                      |
| 22.04.1998                                                           | Belgia                                                               | R                                                                    | 1–1                                                                  | Stadion Króla Baudouina I, Bruksela                                  | Mecz towarzyski                                                      |                                                                      |
| 03.06.1998                                                           | Paragwaj                                                             | Z                                                                    | 3–2                                                                  | Stadion Ghencea, Bukareszt                                           | Mecz towarzyski                                                      |                                                                      |
| 06.06.1998                                                           | Mołdawia                                                             | Z                                                                    | 5–1                                                                  | Stadion Ilie Oană, Ploeszti                                          | Mecz towarzyski                                                      |                                                                      |
| 15.06.1998                                                           | Kolumbia                                                             | Z                                                                    | 1–0                                                                  | Stade de Gerland, Lyon (Francja)                                     | MŚ 1998                                                              |                                                                      |
| 22.06.1998                                                           | Anglia                                                               | Z                                                                    | 2–1                                                                  | Stadium Municipal, Tuluza (Francja)                                  | MŚ 1998                                                              |                                                                      |
| 26.06.1998                                                           | Tunezja                                                              | R                                                                    | 1–1                                                                  | Stade de France, Saint-Denis (Francja)                               | MŚ 1998                                                              |                                                                      |
| 30.06.1998                                                           | Chorwacja                                                            | P                                                                    | 0–1                                                                  | Stade Chaban-Delmas, Bordeaux (Francja)                              | MŚ 1998                                                              |                                                                      |

Po porażce w eliminacjach do Euro 1992 selekcjonerem reprezentacji Rumunii został Cornel Dinu, przed którym postawiono zadanie awansu do Mundialu 1994. Jednak nieudany początek eliminacji, kiedy to Rumuni wygrali tylko z Wyspami Owczymi (7:0), Walią (5:1) oraz Cyprem (4:1 i 2:1), a z najgroźniejszymi rywalami Belgami (0:1) i Czechosłowakami (1:1 i 2:5) wywalczyli zaledwie jeden punkt, sprawił, że w połowie 1993 Dinu został zwolniony. Na następcę wybrano 43-letniego Iordănescu, który propozycję Rumuńskiego Związku Piłki Nożnej przyjął dopiero po trzeciej rozmowie; według różnych wersji domagał się albo większych zarobków, albo większej samodzielności w prowadzeniu kadry. Pod jego wodzą Rumuni udanie dokończyli eliminacje, wygrywając trzy ostatnie mecze, w tym z faworyzowanymi Belgami w Bukareszcie (2:1), chociaż akurat o tym meczu Dinu powiedział, że mógł być ustawiony (Iordănescu zaprzeczył). Komentatorzy podkreślali, że drugi z rzędu awans do mistrzostw świata jest zarówno efektem słabszej postawy Walijczyków i Czechosłowaków, jak i zmiany selekcjonera u Rumunów.

#### Mundial 1994: ćwierćfinał
Lokalne media pisały, że na Mundialu 1994 „zagra najlepsza ekipa w historii naszego futbolu”. Ów entuzjazm był spowodowany tym, że – w przeciwieństwie do uczestników poprzednich mistrzostw świata czy Europy – najważniejsi zawodnicy występowali na Zachodzie, co zresztą skłoniło niektórych dziennikarzy do nazywania ich „reprezentacją wielkiej emigracji”.
Otóż po upadku komunizmu i otwarciu granic pokolenie urodzone w drugiej połowie lat 60. trafiło do czołowych klubów zagranicznych, na czele z Realem Madryt (Gheorghe Hagi), A.C. Milanem (Florin Răducioiu), PSV Eindhoven (Gheorghe Popescu), Bayerem Leverkusen (Ioan Lupescu), Genoa CFC (Dan Petrescu) czy Valencia CF (Miodrag Belodedici). Niektórzy gwiazdorzy narzekali na ciężkie treningi na obozie przygotowawczym w Bormio we Włoszech, co niemal skończyło się zwolnieniem Iordănescu. Tenże jednak umocnił autorytet skreślając trzech doświadczonych graczy (Ion Timofte, Dorin Mateuț i Marius Lăcătuș), którzy w tym okresie byli bez formy.
Rumuni mieli też zdecydowanego lidera w postaci Hagiego. Nazwany przez polskiego dziennikarza „genialnym rozgrywającym”, a także „przywódcą rumuńskiej kadry i jej talizmanem”, wystąpił we wszystkich mundialowych meczach, strzelił w nich trzy bramki, na koniec został wybrany do najlepszej jedenastki mistrzostw, a w plebiscycie o Złotą Piłkę 1994 France Football zajął czwarte miejsce (ex-aequo z Tomasem Brolinem). Pisano, że „jego gol strzelony Kolumbii z 35 metrów był najpiękniejszy w turnieju, a w 1/8 finału sam wygrał mecz z Argentyną”.

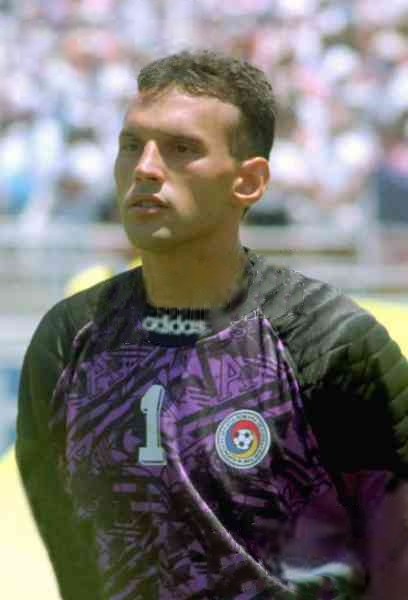
Do porażki w ćwierćfinale MŚ 1994 przyczynił się błąd bramkarza Prunei.

Owe zwycięstwa nad Kolumbijczykami (3:1) i ówczesnymi wicemistrzami świata Argentyńczykami (3:2), a także nad gospodarzami Amerykanami (1:0), doprowadziły podopiecznych Iordănescu do ćwierćfinału, co do dzisiaj jest najlepszym wynikiem reprezentacji Rumunii na mistrzostwach świata. Tamże jednak ulegli Szwedom po rzutach karnych (2:2, k. 4:5), chociaż w dogrywce prowadzili 2:1. Jak relacjonował polski dziennikarz, za wcześnie uwierzyli w zwycięstwo, poza tym błąd na przedpolu popełnił bramkarz Florin Prunea – i w efekcie pięć minut przed końcem zawodów stracili gola, a potem przestrzelili dwa karne. Po latach Iordănescu żałował, że na karne nie wprowadził zmiennika Prunei Bogdana Stelei i że na turniej nie zabrał Lăcătușa.
Rumuni zyskali sympatię wielu obserwatorów umiejętnościami technicznymi i atrakcyjnym stylem gry. Ale ich relacje z najbliższym otoczeniem były napięte. Dochodziło do publicznych spięć między Iordănescu a działaczami związku piłkarskiego, a lekceważenie rodzimych mediów zaalarmowało FIFA, która zagroziła ukaraniem piłkarzy i sztabu. Iordănescu nie podobało się chociażby to, że dziennikarze krytykują go o faworyzowanie Ilie Dumitrescu, który – chociaż w eliminacjach strzelił osiem z dziewięciu goli – przed mistrzostwami stracił formę. Jednak to selekcjoner miał rację; właśnie Dumitrescu zdobył decydującą bramkę przeciw Argentynie. To zwycięstwo Iordănescu uznał za największy sukces Rumunii od rewolucji 1989.
Po powrocie do kraju Iordănescu, który był pułkownikiem rumuńskiej armii (stopień otrzymał z rąk Nicolae Ceaușescu), został awansowany przez prezydenta Iona Iliescu na generała.

#### Euro 1996: runda grupowa

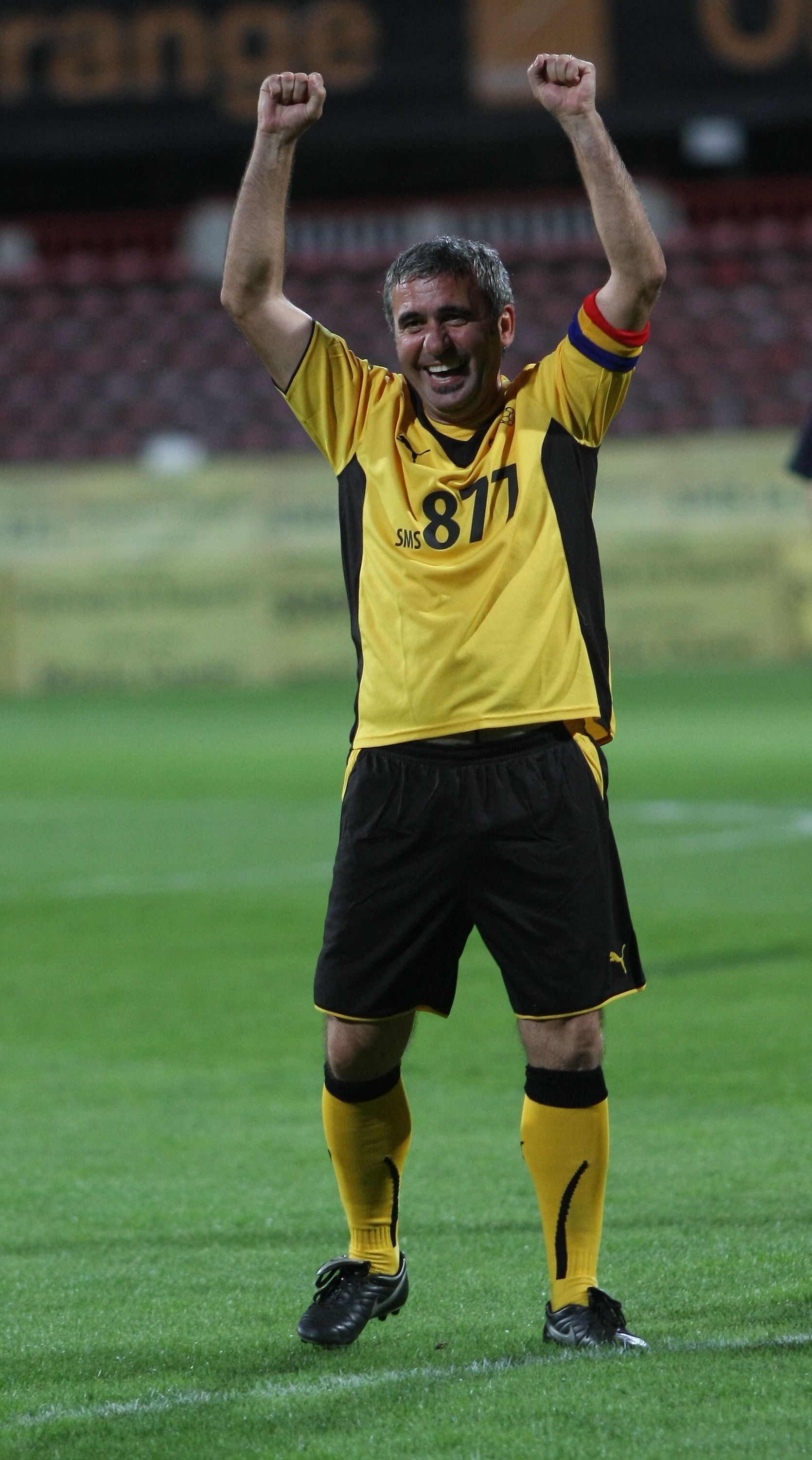
Gheorghe Hagi, lider reprezentacji prowadzonej przez Iordănescu

Z nowymi asystentami u boku (Dumitru Dumitriu, który został trenerem Steauy, zastąpili Costică Ștefănescu i Gavril Balint), Iordănescu poprowadził Rumunów do awansu z pierwszego miejsca na Euro 1996. Tym samym powrócili oni na mistrzostwa Europy po dwunastu latach nieobecności.
Chociaż w eliminacjach zanotowali tylko jedną porażkę, a wyprzedzili Francję, Polskę i Słowację, obserwatorzy zwracali uwagę, że w ich szeregach grają wciąż piłkarze, którzy błysnęli na Mundialu 1994, i to mimo iż nie zawsze mieszczą się w jedenastkach swoich drużyn klubowych. Wahania formy liderów i brak utalentowanej młodzieży nie były jednak jedynymi problemami Iordănescu. Wraz ze zbliżaniem się turnieju coraz bardziej napięte stawały się jego relacje z działaczami Rumuńskiego Związku Piłki Nożnej. Doszło do tego, że w marcu 1996 publicznie oskarżył ich o przymykanie oka na panującą w piłce ligowej korupcję. Wspominał:

Bolało mnie, że wszyscy wiedzą o przekrętach i matactwach w naszej lidze, a związek udaje, że nie ma sprawy.

Od razu też złożył dymisję. Została ona przyjęta, a następca wybrany (miał nim zostać Mircea Lucescu). Wtedy jednak zakończeniem reprezentacyjnej kariery zagroził Hagi, lider i kapitan reprezentacji. W sprawę zaangażował się prezydent Ion Iliescu, który przekonał obie strony, żeby się pogodziły. Dziennikarze podkreślali, że cała ta sytuacja wzmocniła autorytet Iordănescu wśród piłkarzy.
Nie na wiele się to jednak zdało, bo na mistrzostwach Rumuni jako jedna z dwu drużyn (razem z Turcją) przegrali wszystkie mecze i wrócili do domu po fazie grupowej (po 0:1 z Francją i Bułgarią oraz 1:2 z Hiszpanią).
W komentarzach podkreślano, że do pewnego stopnia Rumunów prześladował pech. Gole bowiem tracili po indywidualnych błędach piłkarzy; tak było kiedy Miodrag Belodedici poślizgnął się przed swoim polem karnym, co skończyło się trafieniem Bułgarów, zaś do porażki z Francuzami przyczyniła się zła interwencja na przedpolu bramkarza Bogdana Stelei. A ich własny gol (z Bułgarią) niesłusznie nie został uznany przez sędziego. Inni jednak sugerowali, że problem Rumunów tkwił jeszcze głębiej, to znaczy Iordănescu popełnił błędy w selekcji i przesadnie przywiązał się do weteranów, którzy tym razem byli bez formy. Sugerowano, że za bardzo skupili się oni na zarabianiu pieniędzy.
Po mistrzostwach Iordănescu rozważał odejście do AEK Ateny albo też połączenie pracy w tym klubie z reprezentacją. Ostatecznie został w Rumunii, do czego miał go przekonać nowy kontrakt z pensją 100 tysięcy dolarów rocznie.

#### Mundial 1998: 1/8 finału
| Reprezentacja Rumunii w rankingu FIFA |      |      |      |      |      |      |
| /                                     | 1993 | 1994 | 1995 | 1996 | 1997 | 1998 |
| I                                     | –    | 13   | 11   | 11   | 16   | 7    |
| II                                    | –    | 18   | 12   | 11   | 15   | 11   |
| III                                   | –    | 10   | 12   | 11   | 15   | 15   |
| IV                                    | –    | 11   | 10   | 18   | 9    | 22   |
| V                                     | –    | 10   | 11   | 16   | 9    | 22   |
| VI                                    | –    | 7    | 11   | 16   | 6    | 22   |
| VII                                   | –    | 7    | 13   | 23   | 4    | 13   |
| VIII                                  | 21   | 7    | 14   | 18   | 12   | –    |
| IX                                    | 20   | 7    | 7    | 15   | 3    | –    |
| X                                     | 15   | 8    | 15   | 14   | 5    | –    |
| XI                                    | 12   | 11   | 12   | 20   | 5    | –    |
| XII                                   | 13   | 11   | 11   | 16   | 7    | –    |

Rumuni pod wodzą Iordănescu bez większych kłopotów wygrywali eliminacje do dwu poprzednich turniejów. Ale w żadnym z minionych cykli eliminacyjnych nie zanotowali tak dobrego bilansu, jak podczas walki o Mundial 1998. Ani razu bowiem nie przegrali, a w dziesięciu meczach stracili tylko cztery gole. Taka dyspozycja pozwoliła im nie tylko wygrać grupę, w której najgroźniejszymi rywalami byli Irlandczycy, ale i awansować do mistrzostw jako pierwszy zespół z UEFA.
Mimo owej skuteczności, docenionej też w rozmaitych rankingach, obserwatorzy przestrzegali, że prym w reprezentacji nadal wiodą zaawansowani wiekowo uczestnicy poprzedniego mundialu nierzadko pełniący w swoich klubach role rezerwowych, a niektórzy piłkarze są skonfliktowani z Iordănescu, co może negatywnie wpływać na atmosferę wewnątrz drużyny.
Konfliktów było więcej. Piłkarze zarzucali stronniczość dziennikarzom, a Iordănescu oskarżał działaczy Rumuńskiego Związku Piłki Nożnej o sabotowanie jego pracy. Chodziło o to, że zamiast zgrupowania w Szwajcarii zorganizowali oni obóz przygotowawczy w położonej na wysokości 1100 m n.p.m. miejscowości Poiana Brașov i potem w okolicach Bukaresztu w ośrodku federacji, gdzie kadra znajdowała się pod ciągłym nadzorem rodzin i mediów. Skarżył się też, że choć na towarzyski mecz z Belgią w Brukseli powołał dwudziestu dwu zawodników, to działacze byli w stanie sfinansować pobyt tylko dwudziestu.

„Dwóch trenerów traktuję jak ojców. Pierwszym był w reprezentacji Rumunii Anghel Iordănescu, drugim Glenn Hoddle, który sprowadził mnie do Chelsea FC.”

Wprawdzie Rumuni nie powtórzyli osiągnięcia sprzed czterech lat, ale – po zwycięstwie w grupie nad Kolumbią (1:0) i Anglią (2:1) oraz remisie z Tunezją (1:1) – awansowali do drugiej rundy z pierwszego miejsca. Dziennikarze chwalili dobrą atmosferę w zespole i solidność podopiecznych Iordănescu, spośród których wyróżniano młodego napastnika Adriana Ilie. Niektórzy pisali też, że szczyt formy dopiero przed nimi, a Iordănescu nazywali jednym z najlepszych szkoleniowców na turnieju. 
W 1/8 finału jego ekipa spotkała się z debiutującą na mistrzostwach świata Chorwacją. Chociaż uchodziła za faworytów, przegrała (0:1), bo – zdaniem polskiego dziennikarza – nie potrafiła narzucić „swojego, tak dobrze poprzednio uporządkowanego stylu gry” i „z każdą minutą grała coraz bardziej nerwowo”. Jedyny gol padł po rzucie karnym podyktowanym za faul własnego zawodnika. Niektórzy wprost oskarżali Rumunów o zlekceważenie niżej notowanego rywala, czego dowodem miało być to, że – jako efekt zakładu – piłkarze przefarbowali włosy na żółto, a Iordănescu ogolił się na łyso. Sam Iordănescu przyznał, że to był błąd.
Nerwowa atmosfera i gorszy niż zakładano wynik mundialowy sprawiły, że po turnieju Iordănescu znalazł się w ogniu krytyki dziennikarzy i działaczy; odebrano mu nawet na jakiś czas przywileje związane ze stopniem generalskim. Wydaje się, że pożegnał się z reprezentacją z ulgą, zresztą już pół roku przed mistrzostwami zabezpieczył sobie kontrakt z kadrą Grecji. Powiedział:

Już miałem powyżej uszu prowizorki. Kilka razy chciałem zrezygnować. O tym, że trwałem na stanowisku decydowały względy patriotyczne. Prosił mnie prezydent, kibice. Poza tym, po tylu latach pracy w jednym miejscu człowiek potrzebuje zmian.

#### Podsumowanie

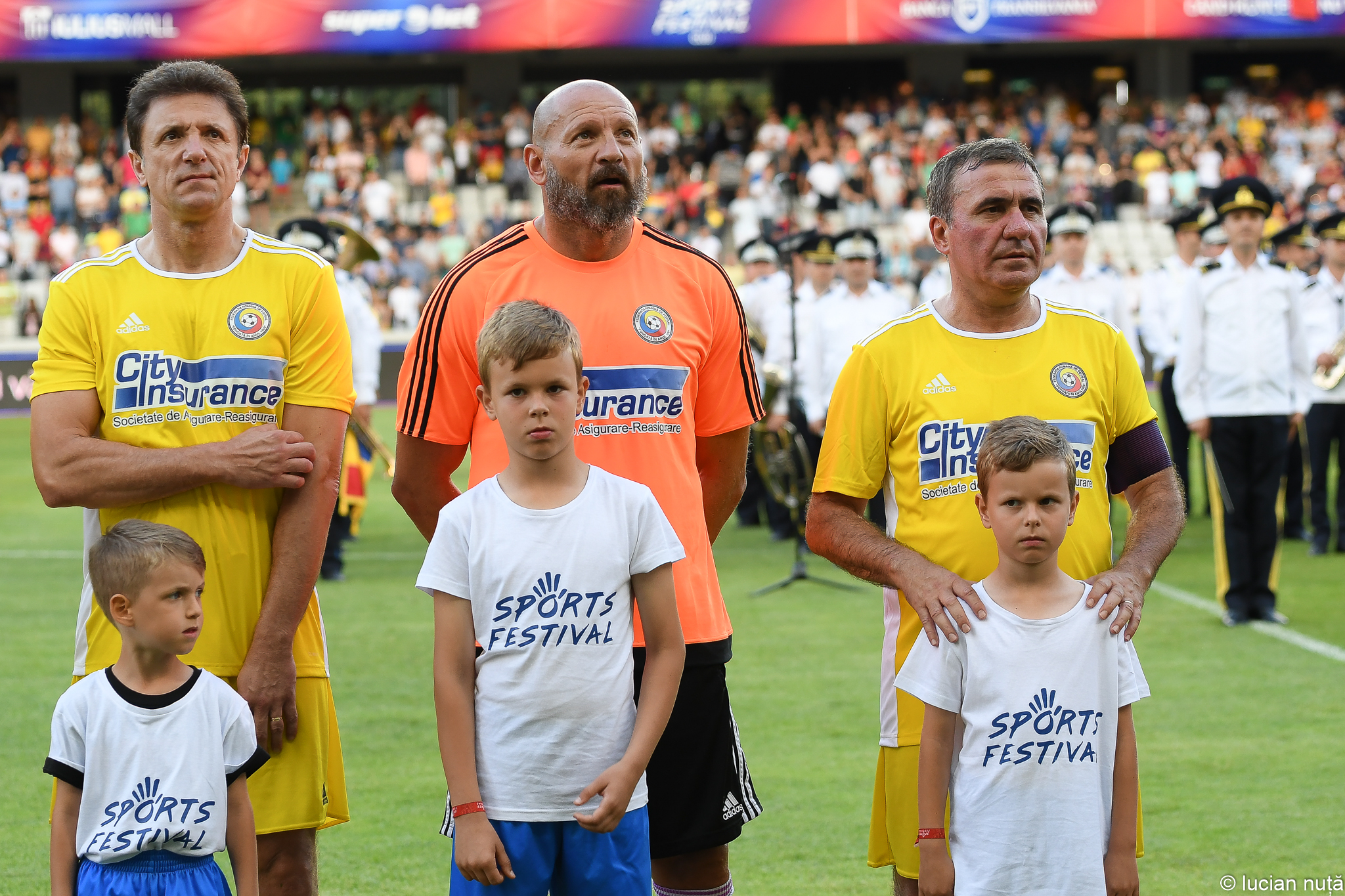
Od lewej: Gheorghe Popescu, Bogdan Stelea i Gheorghe Hagi, czyli ważne ogniwa reprezentacji Iordănescu, rok 2018.

Pięcioletnia kadencja Iordănescu bywa opisywana jako najlepszy czas w historii reprezentacji Rumunii. Ani wcześniej, ani później nie awansowała ona na trzy turnieje z rzędu, w tym dwa o mistrzostwo świata. Nigdy nie przekroczyła poziomu ćwierćfinału z Mundialu 1994. Wszystko to działo się w trudnym gospodarczo okresie transformacji pokomunistycznej oraz w atmosferze rozpowszechnionej korupcji i permanentnych konfliktów sztabu szkoleniowego z działaczami Rumuńskiego Związku Piłki Nożnej. Obserwatorzy podkreślali, że Iordănescu miał do dyspozycji utalentowane pokolenie piłkarzy na czele z Hagim, Popescu, Petrescu, Munteanu, Belodecicim, Dumitrescu i Răducioiu, którzy po upadku komunizmu grali w piłkę w klubach zachodnich. Pod koniec lat 90. dołączyli do nich młodsi Ilie, Mutu, Chivu, Contra czy Lobonț. Sami zawodnicy dodawali, że się znali i lubili, a grę w reprezentacji traktowali jako coś więcej niż pracę. Z drugiej strony zwracano uwagę, że mimo wszystko Rumuni nie przekroczyli poziomu solidnej przeciętności, nazwano ich nawet ekipą „za mocną dla słabeuszy, za słabą dla faworytów”. Ani razu bowiem nie zajęli miejsca medalowego, co niektórzy składali na karb rzekomego braku profesjonalnej mentalności i niskiej odporności psychicznej w kluczowych meczach.

### 1998–1999: reprezentacja Grecji
| Mecze reprezentacji Grecji pod wodzą Anghela Iordănescu (1998–1999) | Mecze reprezentacji Grecji pod wodzą Anghela Iordănescu (1998–1999) | Mecze reprezentacji Grecji pod wodzą Anghela Iordănescu (1998–1999) | Mecze reprezentacji Grecji pod wodzą Anghela Iordănescu (1998–1999) | Mecze reprezentacji Grecji pod wodzą Anghela Iordănescu (1998–1999) | Mecze reprezentacji Grecji pod wodzą Anghela Iordănescu (1998–1999) | Mecze reprezentacji Grecji pod wodzą Anghela Iordănescu (1998–1999) |
| Data                                                                | Przeciwnik                                                          | Z-R-P                                                               | Wynik                                                               | Stadion                                                             | Rozgrywki                                                           |                                                                     |
| 1998                                                                | 1998                                                                | 1998                                                                | 1998                                                                | 1998                                                                | 1998                                                                | 1998                                                                |
| ------------------------------------------------------------------- | ------------------------------------------------------------------- | ------------------------------------------------------------------- | ------------------------------------------------------------------- | ------------------------------------------------------------------- | ------------------------------------------------------------------- | ------------------------------------------------------------------- |
| 06.09.1998                                                          | Słowenia                                                            | R                                                                   | 2–2                                                                 | Stadion Olimpijski, Ateny                                           | El. do Euro 2000                                                    |                                                                     |
| 14.10.1998                                                          | Gruzja                                                              | Z                                                                   | 3–0                                                                 | Stadion Olimpijski, Ateny                                           | El. do Euro 2000                                                    |                                                                     |
| 18.11.1998                                                          | Albania                                                             | R                                                                   | 0–0                                                                 | Stadion im. Qemala Stafy, Tirana                                    | El. do Euro 2000                                                    |                                                                     |
| 1999                                                                |                                                                     |                                                                     |                                                                     |                                                                     |                                                                     |                                                                     |
| 03.02.1999                                                          | Finlandia                                                           | Z                                                                   | 2–1                                                                 | Neo GSZ Stadium, Larnaka (Cypr)                                     | Turniej towarzyski                                                  |                                                                     |
| 05.02.1999                                                          | Belgia                                                              | Z                                                                   | 1–0                                                                 | Neo GSZ Stadium, Larnaka (Cypr)                                     | Turniej towarzyski                                                  |                                                                     |
| 10.03.1999                                                          | Chorwacja                                                           | Z                                                                   | 3–2                                                                 | Stadion Olimpijski, Ateny                                           | Mecz towarzyski                                                     |                                                                     |
| 27.03.1999                                                          | Norwegia                                                            | P                                                                   | 0–2                                                                 | Stadion Olimpijski, Ateny                                           | El. do Euro 2000                                                    |                                                                     |

Kontrakt z reprezentacją Grecji wart około 700 tysięcy dolarów Iordănescu podpisał pół roku przed Mundialem 1998. Kilka lat wcześniej był bliski zatrudnienia w AEK Ateny, ale na przeszkodzie stanęła ważna umowa z reprezentacją Rumunii. Z Grecją związany był już jako piłkarz; wszak piłkarską karierę kończył w OFI 1925. Później, jak twierdził, złożył ustną obietnicę greckim działaczom, że kiedyś poprowadzi ich kadrę i kiedy ponowili propozycję – nie wypadało mu odmówić. W momencie, w którym obejmował stanowisko selekcjonera, Grecy zajmowali 66. miejsce w rankingu FIFA, czyli najgorsze w okresie istnienia owego rankingu. Kilka miesięcy wcześniej przegrali eliminacje do Mundialu 1998 (z Danią i Chorwacją), a na wielkim turnieju nie grali od Mundialu 1994; wówczas zresztą przegrali wszystkie mecze i nie strzelili ani jednego gola.
Swoja pierwsze spotkanie z greckimi kadrowiczami Iordănescu wspominał tak:

Ja peroruję, tymczasem jedni rozmawiają przez telefon, drudzy sączą kawę i nie tylko, a w pomieszczeniu kłębi się dym papierosowy. Oświadczyłem: żadnych telefonów, papierosów, alkoholu. Zawodnicy poskarżyli się prezesowi, iż w demokratycznym kraju nie życzą sobie dyktatora, który – i to jak najszybciej – niech wraca do domu.

Jego zadaniem był awans do Euro 2000. Przeciwnikami Greków w grupie eliminacyjnej byli Norwegowie, Słoweńcy, Łotysze, Gruzini i Albańczycy. Za jego kadencji zdobyli oni pięć punktów na dwanaście możliwych. Pierwsza eliminacyjna porażka (z Norwegami) sprawiła, że po niespełna siedmiu miesiącach pracy Iordănescu podał się do dymisji. Tłumaczył ją w następujący sposób:

Przegrywający zawsze płaci za swoje błędy. Teraz przyszła moja kolej. Nasze szanse na awans do finałów Euro 2000 zmalały niemal do zera. Dlatego dzisiaj składam rezygnację z funkcji selekcjonera reprezentacji Grecji.

Jednak w momencie dymisji Grecy zajmowali czwarte miejsce w tabeli, ze stratą dwu punktów do lidera i korzystne rezultaty w pozostałych sześciu grach mogły przynieść Grekom awans do turnieju. Dlatego dziennikarze spekulowali, że prawdziwym powodem przedwczesnego rozstania był konflikt Rumuna z działaczami związku piłkarskiego. Część z nich od początku była przeciwna zatrudnianiu obcokrajowca. Ponadto kiedy jesienią 1998 Iordănescu otrzymał ofertę z AEK Ateny, gdzie dawano mu dwukrotność pensji z reprezentacji, przełożeni nie zgodzili się, żeby łączył pracę w kadrze z klubem.
Najkorzystniejszym rezultatem Greków pod wodzą Iordănescu było zwycięstwo towarzyskie z Chorwatami (3:2), ówczesnymi brązowymi medalistami mistrzostw świata.
Pięć lat później Grecja zdobędzie nieoczekiwanie mistrzostwo Europy. Spośród triumfatorów tego turnieju sześciu grało także u Rumuna (Teodoros Zagorakis, Demis Nikolaidis, Stelios Janakopulos, Wasilis Tsiartas, Nikos Dambizas i Janis Gumas), a jeden wtedy debiutował (Gumas).

### 1999–2002: kluby Zatoki Perskiej (I) i Rapid Bukareszt
Trener ma być dla zawodników postacią najważniejszą. Ojcem, matką, lekarzem, nauczycielem, dyplomatą, ale – co najważniejsze – musi być wobec nich twardy, wymagający. Od czasu gdy zostałem szefem, czy to w klubie czy reprezentacji, mój stosunek do zawodników zmienił się o sto procent. Owszem, jestem ich przyjacielem poza boiskiem, ale w trakcie treningów i meczów staję się prawdziwym despotą. Dyskusje? Chętnie, lecz nie w trakcie meczowych egzaminów. Ja za nie odpowiadam i muszę mieć rację, jeśli nawet przytrafiają mi się błędy.–Anghel Iordănescu o roli trenera piłkarskiego

Niedługo po rozstaniu Iordănescu z Grekami zwolniła się posada opiekuna reprezentacji Rumunii; selekcjoner Victor Pițurcă po wywalczeniu awansu do Euro 2000 został zdymisjonowany z inicjatywy Gheorghe Hagiego i innych starszych piłkarzy. Iordănescu wyraził chęć powrotu, jednak działacze postawili na weterana Emerica Jeneia. W tym samym czasie Rumun był brany pod uwagę jako kandydat na selekcjonera reprezentacji Polski pod zwolnieniu Janusza Wójcika.
Brak angażu w którejś z europejskich reprezentacji zmotywował Iordănescu do powrotu po sześcioletniej przerwie do pracy klubowej. Przyjął propozycję z Al-Hilal, jednego z najbardziej utytułowanych klubów w Arabii Saudyjskiej. Z drużyną opartą głównie na reprezentantach Arabii Saudyjskiej wywalczył Azjatycki Puchar Mistrzów. W finale Al-Hilal po dogrywce ograło japoński Júbilo Iwata (3:2), a wcześniej wyeliminowało m.in. mistrzów Kazachstanu (Irtysz Pawłodar 2:0) i Korei Południowej (Suwon Samsung Bluewings 1:0). W kraju zaś ekipa Rumuna wygrała Puchar Króla Arabii Saudyjskiej i Puchar Federacji Arabii Saudyjskiej, a w lidze zajęła piąte miejsce. Komentatorzy żałowali, że Iordănescu, którego nazywali „lakonicznym i godnym zaufania”, spędził tam tylko jeden sezon.
Iordănescu był drugim po Ilie Balacim Rumunem na czele Al-Hilal. Po jego udanej, choć krótkiej kadencji, Saudyjczycy chętniej niż do tej pory angażowali trenerów z tego kraju. Bezpośrednim następcą Iordănescu został rzeczony Balaci (2000–01 i 2002–03), a po nim pracowali Cosmin Olăroiu (2007–09), Cătălin Necula (2009, tymczasowo), Laurențiu Reghecampf (2014–15) i Răzvan Lucescu (2019–21).
Przyczyną rozstania z Saudami latem 2000 było przyjęcie oferty prowadzenia Rapidu Bukareszt, co jednak od początku wzbudzało kontrowersje, bo Iordănescu jako piłkarz i trener był związany ze Steauą Bukareszt, czyli głównym rywalem Rapidu. Jego przygoda trwała tylko trzy miesiące, kiedy to wygrał trzy mecze ligowe (na dziesięć), a z Pucharu UEFA odpadł już w pierwszej rundzie po porażce z Liverpoolem (0:1 i 0:0), czyli późniejszym triumfatorem tych rozgrywek. Po latach trenowanie Rapidu określi mianem „życiowego błędu”.
Nad Zatokę Perską powrócił w marcu 2001, tym razem do Al-Ain FC ze Zjednoczonych Emiratów Arabskich, ówczesnego mistrza tego kraju, gdzie szlaki rumuńskim trenerom także przecierał Ilie Balaci (1998–00). W tym kraju Iordănescu mógł zresztą pracować wcześniej, tyle że w czerwcu 1995 odrzucił propozycję prowadzenia tamtejszej reprezentacji. Z Al-Ain tytułu wprawdzie nie obronił, nie powiodło mu się też w Azjatyckiej Lidze Mistrzów, gdzie w drugiej rundzie uległ Persepolisowi Teheran (0:2 i 2:2). Aczkolwiek poprowadził go do zwycięstw w mniej prestiżowych Pucharze Zatoki Perskiej i Pucharze Prezydenta ZEA.
Pod koniec 2001 sam podał się do dymisji i zobowiązał się do zapłaty klubowi odszkodowania z powodu jednostronnego zerwania kontraktu. Według różnych źródeł jego przełożeni zgodzili się na zmniejszenie sumy odszkodowania i zapewnienie Rumuna, że w przyszłości jeszcze do nich wróci, albo w ogóle zrezygnowali z odszkodowania. Iordănescu był tak zdeterminowany, żeby odejść z Al-Ain, bo został poproszony o powrót do kraju na stanowisko selekcjonera reprezentacji Rumunii.

### 2002–2004: reprezentacja Rumunii (II)
| Mecze reprezentacji Rumunii pod wodzą Anghela Iordănescu (2002–2004) | Mecze reprezentacji Rumunii pod wodzą Anghela Iordănescu (2002–2004) | Mecze reprezentacji Rumunii pod wodzą Anghela Iordănescu (2002–2004) | Mecze reprezentacji Rumunii pod wodzą Anghela Iordănescu (2002–2004) | Mecze reprezentacji Rumunii pod wodzą Anghela Iordănescu (2002–2004) | Mecze reprezentacji Rumunii pod wodzą Anghela Iordănescu (2002–2004) | Mecze reprezentacji Rumunii pod wodzą Anghela Iordănescu (2002–2004) |
| Data                                                                 | Przeciwnik                                                           | Z-R-P                                                                | Wynik                                                                | Stadion                                                              | Rozgrywki                                                            |                                                                      |
| 2002                                                                 | 2002                                                                 | 2002                                                                 | 2002                                                                 | 2002                                                                 | 2002                                                                 | 2002                                                                 |
| -------------------------------------------------------------------- | -------------------------------------------------------------------- | -------------------------------------------------------------------- | -------------------------------------------------------------------- | -------------------------------------------------------------------- | -------------------------------------------------------------------- | -------------------------------------------------------------------- |
| 13.02.2002                                                           | Francja                                                              | P                                                                    | 1–2                                                                  | Stade de France, Saint-Denis                                         | Mecz towarzyski                                                      |                                                                      |
| 27.03.2002                                                           | Ukraina                                                              | Z                                                                    | 4–1                                                                  | Stadion Farul, Konstanca                                             | Mecz towarzyski                                                      |                                                                      |
| 17.04.2002                                                           | Polska                                                               | Z                                                                    | 2–1                                                                  | Stadion im. Zdzisława Krzyszkowiaka, Bydgoszcz                       | Mecz towarzyski                                                      |                                                                      |
| 21.08.2002                                                           | Grecja                                                               | P                                                                    | 0–1                                                                  | Stadion Farul, Konstanca                                             | Mecz towarzyski                                                      |                                                                      |
| 07.09.2002                                                           | Bośnia i Hercegowina                                                 | Z                                                                    | 3–0                                                                  | Stadion Koševo, Sarajewo                                             | El. do ME 2004                                                       |                                                                      |
| 12.10.2002                                                           | Norwegia                                                             | P                                                                    | 0–1                                                                  | Stadion Ghencea, Bukareszt                                           | El. do ME 2004                                                       |                                                                      |
| 16.10.2003                                                           | Luksemburg                                                           | Z                                                                    | 7–0                                                                  | Stade Josy Barthel, Luksemburg                                       | El. do ME 2004                                                       |                                                                      |
| 20.11.2002                                                           | Chorwacja                                                            | P                                                                    | 0–1                                                                  | Stadion Dan Păltinișanu, Timișoara                                   | Mecz towarzyski                                                      |                                                                      |
| 2003                                                                 |                                                                      |                                                                      |                                                                      |                                                                      |                                                                      |                                                                      |
| 12.02.2003                                                           | Słowacja                                                             | Z                                                                    | 2–1                                                                  | Neo GSZ Stadium, Larnaka (Cypr)                                      | Turniej towarzyski                                                   |                                                                      |
| 13.02.2003                                                           | Rosja                                                                | P                                                                    | 2–4                                                                  | Tsirion Stadium, Limassol                                            | Turniej towarzyski                                                   |                                                                      |
| 29.03.2003                                                           | Dania                                                                | P                                                                    | 2–5                                                                  | Stadionul Național, Bukareszt                                        | El. do ME 2004                                                       |                                                                      |
| 30.04.2003                                                           | Litwa                                                                | Z                                                                    | 1–0                                                                  | Stadion im. S. Dariusa i Girėnasa, Kowno                             | Mecz towarzyski                                                      |                                                                      |
| 07.06.2003                                                           | Bośnia i Hercegowina                                                 | Z                                                                    | 2–0                                                                  | Stadion Ion Oblemenco, Krajowa                                       | El. do ME 2004                                                       |                                                                      |
| 11.06.2003                                                           | Norwegia                                                             | R                                                                    | 1–1                                                                  | Ullevaal Stadion, Oslo                                               | El. do ME 2004                                                       |                                                                      |
| 20.08.2003                                                           | Ukraina                                                              | Z                                                                    | 2–0                                                                  | Donbas-Arena, Donieck                                                | Mecz towarzyski                                                      |                                                                      |
| 06.09.2003                                                           | Luksemburg                                                           | Z                                                                    | 4–0                                                                  | Stadionul Astra, Ploeszti                                            | El. do ME 2004                                                       |                                                                      |
| 10.09.2003                                                           | Dania                                                                | R                                                                    | 2–2                                                                  | Parken, Kopenhaga                                                    | El. do ME 2004                                                       |                                                                      |
| 11.10.2003                                                           | Japonia                                                              | R                                                                    | 1–1                                                                  | Stadion Dinamo, Bukareszt                                            | Mecz towarzyski                                                      |                                                                      |
| 16.11.2003                                                           | Włochy                                                               | P                                                                    | 0–1                                                                  | Stadio del Conero, Ancona                                            | Mecz towarzyski                                                      |                                                                      |
| 2004                                                                 |                                                                      |                                                                      |                                                                      |                                                                      |                                                                      |                                                                      |
| 18.02.2004                                                           | Gruzja                                                               | Z                                                                    | 3–0                                                                  | Neo GSZ Stadium, Larnaka (Cypr)                                      | Turniej towarzyski                                                   |                                                                      |
| 19.02.2004                                                           | Białoruś                                                             | Z                                                                    | 2–1                                                                  | Neo GSZ Stadium, Larnaka (Cypr)                                      | Turniej towarzyski                                                   |                                                                      |
| 21.02.2004                                                           | Węgry                                                                | Z                                                                    | 3–0                                                                  | Neo GSZ Stadium, Larnaka (Cypr)                                      | Turniej towarzyski                                                   |                                                                      |
| 31.03.2004                                                           | Szkocja                                                              | Z                                                                    | 2–1                                                                  | Hampden Park, Glasgow                                                | Mecz towarzyski                                                      |                                                                      |
| 28.04.2004                                                           | Niemcy                                                               | Z                                                                    | 5–1                                                                  | Stadion Giulești-Valentin Stănescu, Bukareszt                        | Mecz towarzyski                                                      |                                                                      |
| 27.05.2004                                                           | Irlandia                                                             | P                                                                    | 0–1                                                                  | Lansdowne Road, Dublin                                               | Mecz towarzyski                                                      |                                                                      |
| 18.08.2004                                                           | Finlandia                                                            | Z                                                                    | 2–1                                                                  | Stadion Giulești-Valentin Stănescu, Bukareszt                        | El. do MŚ 2006                                                       |                                                                      |
| 04.09.2004                                                           | Macedonia                                                            | Z                                                                    | 2–1                                                                  | Stadion Ion Oblemenco, Krajowa                                       | El. do MŚ 2006                                                       |                                                                      |
| 08.09.2004                                                           | Andora                                                               | Z                                                                    | 5–1                                                                  | Estadi Comunal d’Andorra la Vella, Andora                            | El. do MŚ 2006                                                       |                                                                      |
| 09.10.2004                                                           | Czechy                                                               | P                                                                    | 0–1                                                                  | Generali Arena, Praga                                                | El. do MŚ 2006                                                       |                                                                      |
| 18.11.2004                                                           | Armenia                                                              | R                                                                    | 1–1                                                                  | Stadion Hanrapetakan, Erywań                                         | El. do MŚ 2006                                                       |                                                                      |

Iordănescu miał wyprowadzić na prostą reprezentację, która popadła w poważny kryzys: przegrane baraże do Mundialu 2002 z niżej notowaną Słowenią (1:2 i 1:1) oznaczały bowiem, że Rumunów zabrakło na pierwszym turnieju od Euro 1992, czyli od dekady. Tak jak w czasie pierwszej kadencji Iordănescu dał się poznać jako zwolennik budowania drużyny narodowej wokół doświadczonych piłkarzy, nawet otwarcie skrytykował poprzedników za rzekomo zbyt radykalne odmładzanie. Nie miał już do dyspozycji Gheorghe Hagiego, który zakończył karierę piłkarską, ale przy ustalaniu jedenastki brał pod uwagę kilku innych weteranów, przede wszystkim Gheorghe Popescu, Dorinela Munteanu, Bogdana Steleę i Viorela Moldovana.

#### Eliminacje do Euro 2004
Drugą kadencję na stanowisku selekcjonera Iordănescu zaczął od dwu porażek (z mistrzami świata i Europy Francuzami oraz Grekami, z którymi pracował kilka lat wcześniej) i dwu zwycięstw (z Ukrainą i Polską, przygotowującą się do gier na Mundialu 2002) w meczach towarzyskich. Jednak najważniejszym wyzwaniem przed jakim stanął, były eliminacje do Euro 2004. Rywalami Rumunii były drużyny Norwegii, Danii, Bośni i Hercegowiny oraz Luksemburga. Spośród tej piątki w momencie rozpoczęcia kwalifikacji najwyżej w rankingu FIFA rozstawieni byli Duńczycy, a za nimi drużyna Iordănescu. I to właśnie Skandynawowie okazali się najtrudniejszym przeciwnikiem. Zanim doszło do meczu Dania–Rumunia, podopieczni rumuńskiego szkoleniowca ograli 3:0 Bośnię i Hercegowinę, 7:0 Luksemburg i na własnym stadionie przegrali 0:1 z Norwegią. Jednak to mecze z Duńczykami były decydujące dla rozstrzygnięć w tej grupie.
Obie reprezentacje spotkały się 29 marca 2003 na Stadionie Narodowym w Bukareszcie. Była to ich piętnasta konfrontacja w historii; w większości górą byli Duńczycy, którzy zwyciężali siedmiokrotnie. Podobnie było i tym razem: podopieczni Mortena Olsena wygrali 5:2. Była to najwyższa porażka Rumunów od 1993, kiedy to w meczu eliminacji do Mundialu 1994 przegrali takim samym wynikiem z Czechosłowacją; to zresztą właśnie po tym spotkaniu propozycję prowadzenia reprezentacji otrzymał 43-letni Iordănescu. Dziennikarze przypominali także, że w Bukareszcie po raz ostatni rywale strzelili im pięć goli w 1978. Rumuni prowadzili już 2:1, ale w drugiej połowie dali sobie strzelić lub sami sobie strzelili (bramka samobójcza Cosmina Contry) cztery gole. Wszystkie padły po błędach rumuńskich obrońców lub bramkarza Bogdana Lobonța. Trener Iordănescu powiedział po spotkaniu, że nigdy w swojej karierze nie przeżył tak dziwnego meczu; natychmiast zresztą podał się do dymisji. Rezygnacja nie została przyjęta; selekcjoner po rozmowach z prezesem związku ostatecznie po tygodniu ją wycofał. Wysoka przegrana z Duńczykami wymusiła jednak pewne zmiany kadrowe. W kolejnym spotkaniu eliminacyjnym, z Bośnią, zagrało ośmiu uczestników gry z Danią. Dwu z nieobecnych właśnie po tej porażce zakończyło reprezentacyjną karierę: po piętnastu latach występów w reprezentacji odszedł jej 36-letni kapitan Gheorghe Popescu, a miesiąc później z drużyną narodową pożegnał się inny doświadczony obrońca Iulian Filipescu.
Rumunom nie udało się już odrobić strat poniesionych w meczach z Norwegią i Danią. W spotkaniach rewanżowych zanotowali z tymi drużynami remisy (odpowiednio 1:1 i 2:2). Szczególnie istotny okazał się drugi mecz z Duńczykami; Rumuni po bramkach Adriana Mutu i Daniela Pancu prowadzili długo 2:1 i, gdyby taki rezultat utrzymał się do końca, awansowaliby do gier finałowych. W ostatnich minutach zmarnowali co najmniej cztery sytuacje na strzelenie kolejnych goli. Duńczycy zdobyli bramkę wyrównującą w 95 minucie. Rumuńscy kibice mieli po meczu pretensje do sędziego Ursa Meiera, który podyktował dla Danii kontrowersyjny rzut karny i pozwolił grać do 96 minuty, chociaż druga połowa została przedłużona tylko o cztery. Mimo zwycięstw z pozostałymi rywalami, Rumuni ostatecznie zajęli dopiero trzecie miejsce w swojej grupie. Wprawdzie zdobyli tyle samo punktów, co drudzy Norwegowie i tylko o jeden mniej od Duńczyków, ale mieli gorszy bilans bramkowy od tych pierwszych. Pierwszy raz od 1992 nie zakwalifikowali się do finałów mistrzostw Europy, drugi raz z rzędu – do wielkiego turnieju. Po przegranych eliminacjach Iordănescu, który otrzymał propozycję pracy w rosyjskim FK Rostów, po raz drugi złożył dymisję. Podobno w przekonywanie trenera do pozostania na stanowisku zaangażował się nawet ówczesny premier Rumunii, Adrian Năstase. Ostatecznie Iordănescu zdecydował się poprowadzić drużynę w kolejnych eliminacjach; swoją decyzję uzasadniał następująco:

Praca z reprezentacją bardzo wiele dla mnie znaczy. To moja Biblia i jest warta więcej niż jakiekolwiek pieniądze na świecie.

#### Eliminacje do Mundialu 2006

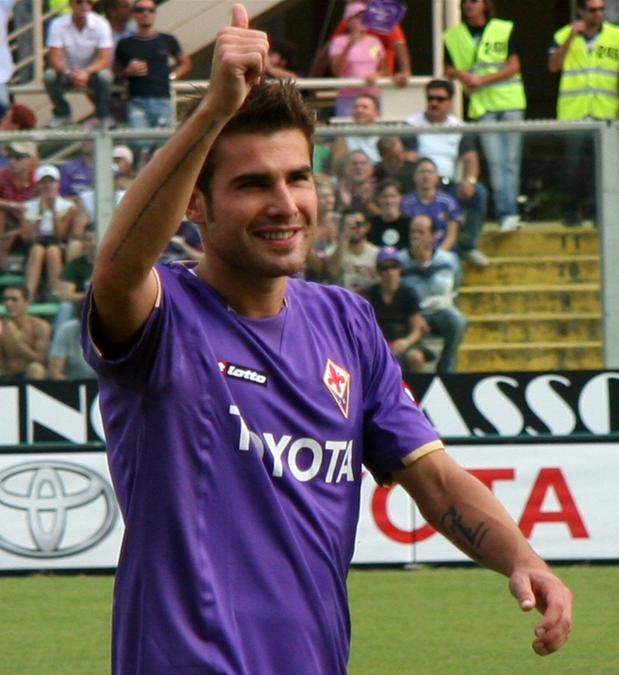
Iordănescu stawiał na Adriana Mutu mimo jego problemów z narkotykami i grą w klubie

Przed rozpoczęciem kwalifikacji do Mundialu 2006 Rumuni rozegrali w 2004 sześć meczów towarzyskich: wygrali pięć z nich, zanotowali jedną porażkę (z Irlandią). Najcenniejszym zwycięstwem sparingowym było 5:1 nad przygotowującą się do występu na Euro 2004 reprezentacją Niemiec, odniesione niemal dokładnie rok po wysokiej przegranej z Duńczykami. Niemiecki kapitan i bramkarz Oliver Kahn przyznał po meczu, że to „wielki wstyd dla niemieckiej piłki”, a minister spraw wewnętrznych, Otto Schily, określił spotkanie mianem „mizernego widowiska, blamażu”. Komentatorzy podkreślali, że Rumuni wygrali, mimo iż w ich składzie zabrakło – z powodu kontuzji – najlepszego napastnika Adriana Mutu i obrońcy Cristiana Chivu. Dobre wyniki sprawiły, że Rumunia w ciągu dwu miesięcy awansowała w rankingu FIFA o dziewięć miejsc.
Iordănescu dokonał zasadniczych zmian w kadrze: w pierwszych meczach eliminacyjnych grali zawodnicy o niewielkim dorobku reprezentacyjnym (Ionel Dănciulescu, Flavius Stoican, Cosmin Bărcăuan, Adrian Iencsi, Florin Șoavă, Florin Cernat, Nicolae Dică, Ciprian Marica) lub debiutanci (Gabriel Caramarin). Z bardziej doświadczonych graczy selekcjoner postawił na Răzvana Rața, Daniela Pancu, Mariusa Niculae, Bogdana Lobonța oraz Adriana Mutu, mimo iż ten z powodu siedmiomiesięcznej dyskwalifikacji za zażywanie kokainy nie mógł występować w klubie. Taka polityka personalna przyniosła początkowo korzyści: Rumuni wygrali trzy pierwsze spotkania kwalifikacyjne. Pokonali zespoły Finlandii (2:1), Macedonii (2:1) i Andory (5:1). W czwartym jednak przegrali 0:1 z Czechami, którzy mieli za sobą udane Euro 2004, gdzie zdobyli brązowy medal. Czesi zagrali bez swoich liderów: Karela Poborský’ego, Vladimíra Šmicera (obaj byli kontuzjowani) oraz Pavla Nedvěda (zakończył karierę reprezentacyjną), a jedyną bramkę strzelili po kontrowersyjnym rzucie karnym.
Atmosfera wokół kadry stawała się coraz gorsza: prasa rumuńska zarzucała selekcjonerowi nie tylko porażkę z osłabionymi Czechami czy promowanie zawieszonego Mutu, ale także to, że znacznie więcej czasu niż na pracę z reprezentacją poświęcał na przygotowania do wyborów parlamentarnych. Iordănescu postanowił w nich wystartować jako kandydat Partii Socjaldemokratycznej. Miesiąc później Rumuni zanotowali remis 1:1 z Armenią, która wtedy zajmowała 123. miejsce w rankingu FIFA. Po tym spotkaniu Iordănescu przeprosił kibiców za złą grę reprezentacji i – po raz trzeci w tej kadencji – zrezygnował ze stanowiska. Tym razem dymisja została przyjęta. Nowym selekcjonerem, tak jak sześć lat wcześniej, został Victor Pițurcă. Bilans Iordănescu: 30 meczów, 17-4-9.

### 2004–2007: kluby Zatoki Perskiej (II) i rezygnacja z pracy szkoleniowej
| Al-Hilal   | Arabia Saudyjska             | N | T | T | N | T |
| Al-Ain     | Zjednoczone Emiraty Arabskie | N | T | N | N | T |
| Ittihad FC | Arabia Saudyjska             | N | N | T | T | T |

Po rozstaniu z reprezentacją Rumunii nazwisko Iordănescu pojawiło się wśród kandydatów na trenera Legii Warszawa, która przez kilkanaście tygodni szukała następcy Dariusza Kubickiego. Ostatecznie w marcu 2005 ponownie trafił do Zatoki Perskiej, a dokładnie do Ittihad FC, ówczesnego mistrza Arabii Saudyjskiej i zwycięzcy Azjatyckiej Ligi Mistrzów, którego największymi gwiazdami byli Mohamed Kallon (były napastnik Interu Mediolan i AS Monaco) i reprezentant Kamerunu Joseph-Désiré Job. Zatrudnienie tak znanych zawodników było możliwe dzięki pieniądzom saudyjskich szejków. Sam Iordănescu miał podpisać kontrakt wart 1,2 miliona dolarów.
Z kadrą uważaną za doświadczoną i jedną z lepszych jakościowo w regionie Ittihad FC najpierw wygrał mniej prestiżową Arabską Ligę Mistrzów (lipiec), a potem drugi raz z rzędu Azjatycką Ligę Mistrzów (listopad). W tych ostatnich rozgrywkach jako obrońca trofeum rozpoczął udział od ćwierćfinału. Tamże wyeliminował wicemistrza Chin Shandong Luneng Taishan (1:1 i 7:2), w kolejnej rundzie zdobywcę Pucharu Korei Południowej Busan I’Park (5:0 i 2:0), zaś w dwumeczu finałowym -- mistrza Zjednoczonych Emiratów Arabskich Al-Ain FC (1:1 i 4:2). Iordănescu chwalił swoich podopiecznych za dyscyplinę taktyczną, ciężką pracę na treningach i koncentrację do końca meczów. Zaś komentatorzy podkreślali, że tak jak pierwszy triumf w 2004 był niespodzianką, tak w kolejnym pod wodzą Rumuna Saudowie wyraźnie zdominowali wszystkich rywali.
Jako faktyczni mistrzowie Azji ekipa Iordănescu automatycznie zakwalifikowała się do klubowych mistrzostw świata (grudzień). Chociaż pokonała Al-Ahly Kair (1:0), kończąc ich rekordową serię pięćdziesięciu pięciu meczów bez porażki, udział w turnieju zakończyła bez medalów. W półfinale silniejsze okazało się bowiem São Paulo FC (2:3), a w meczu o trzecie miejsce Deportivo Saprissa (2:3). Duże emocje wzbudził szczególnie półfinał; Iordănescu, który nie mógł skorzystać z pięciu podstawowych graczy (zawieszenia), narzekał, że sędzia nie podyktował dwu rzutów karnych, tymczasem rywale dostali jeden, który wykorzystał... bramkarz Rogério Ceni. Niemniej rok 2005 okazał się udany dla klubu i to nie tylko z powodu zdobycia dwu trofeów międzynarodowych, a także wyróżnień indywidualnych. Kapitan Muhammad Nur otrzymał nagrodę dla najlepszego piłkarza Ligi Mistrzów, Kallon koronę króla strzelców tych rozgrywek, a obrońca Hamad Al-Muntaszari został wybrany na najlepszego piłkarza całej Azji. Sam Iordănescu znalazł się na dziesiątym miejscu w rankingu najlepszych trenerów klubowych na świecie IFFHS.
Pozycja Rumuna zaczęła słabnąć na początku 2006 po odpadnięciu Ittihad FC w ćwierćfinale Pucharu Korony Księcia po rzutach karnych. Wówczas zwolniono trenera bramkarzy Dumitru Moraru jako odpowiedzialnego za rzekomo złe przygotowanie bramkarza Mabrouka Zaida. Kolejnym niekorzystnym sygnałem było to, że nie doszło do transferu reprezentanta Rumunii Daniela Pancu z Beşiktaşu, który mimo podpisanej umowy miał zostać zablokowany przez działaczy z przyczyn finansowych. Ostatecznie w marcu Iordănescu został zastąpiony przez Francuza Brunona Metsu.
Dwa miesiące później ponownie został szkoleniowcem Al-Ain FC ze Zjednoczonych Emiratów Arabskich. Była to najkrótsza i najmniej udana z jego azjatyckich przygód. Trwała zaledwie siedem miesięcy i zakończyła się na ćwierćfinale Azjatyckiej Ligi Mistrzów (2:2 i 0:3 z Al Qadsia) oraz jednym zwycięstwie ligowym w siedmiu meczach. Rumun zostawił swoich podopiecznych na dwunastym miejscu w tabeli ekstraklasy.
We wrześniu 2007 57-letni Iordănescu ogłosił, że kończy karierę szkoleniową. Przez kolejne lata odrzucał propozycje pracy m.in. w Al-Hilal (2009) i Steaule Bukareszt (2011).

### 2014–2016: reprezentacja Rumunii (III)
| Mecze reprezentacji Rumunii pod wodzą Anghela Iordănescu (2014–2016) | Mecze reprezentacji Rumunii pod wodzą Anghela Iordănescu (2014–2016) | Mecze reprezentacji Rumunii pod wodzą Anghela Iordănescu (2014–2016) | Mecze reprezentacji Rumunii pod wodzą Anghela Iordănescu (2014–2016) | Mecze reprezentacji Rumunii pod wodzą Anghela Iordănescu (2014–2016) | Mecze reprezentacji Rumunii pod wodzą Anghela Iordănescu (2014–2016) | Mecze reprezentacji Rumunii pod wodzą Anghela Iordănescu (2014–2016) |
| Data                                                                 | Przeciwnik                                                           | Z-R-P                                                                | Wynik                                                                | Stadion                                                              | Rozgrywki                                                            |                                                                      |
| 2014                                                                 | 2014                                                                 | 2014                                                                 | 2014                                                                 | 2014                                                                 | 2014                                                                 | 2014                                                                 |
| -------------------------------------------------------------------- | -------------------------------------------------------------------- | -------------------------------------------------------------------- | -------------------------------------------------------------------- | -------------------------------------------------------------------- | -------------------------------------------------------------------- | -------------------------------------------------------------------- |
| 14.11.2014                                                           | Irlandia Północna                                                    | Z                                                                    | 2–0                                                                  | Stadionul Național, Bukareszt                                        | El. do ME 2016                                                       |                                                                      |
| 18.11.2014                                                           | Dania                                                                | Z                                                                    | 2–0                                                                  | Stadionul Național, Bukareszt                                        | Mecz towarzyski                                                      |                                                                      |
| 2015                                                                 |                                                                      |                                                                      |                                                                      |                                                                      |                                                                      |                                                                      |
| 29.03.2015                                                           | Wyspy Owcze                                                          | Z                                                                    | 1–0                                                                  | Stadionul Național, Bukareszt                                        | El. do ME 2016                                                       |                                                                      |
| 13.06.2015                                                           | Irlandia Północna                                                    | R                                                                    | 0–0                                                                  | Windsor Park, Belfast                                                | El. do ME 2016                                                       |                                                                      |
| 04.09.2015                                                           | Węgry                                                                | R                                                                    | 0–0                                                                  | Stadion im. Ferenca Puskása, Budapeszt                               | El. do ME 2016                                                       |                                                                      |
| 07.09.2015                                                           | Grecja                                                               | R                                                                    | 0–0                                                                  | Stadionul Național, Bukareszt                                        | El. do ME 2016                                                       |                                                                      |
| 08.10.2015                                                           | Finlandia                                                            | R                                                                    | 1–1                                                                  | Stadionul Național, Bukareszt                                        | El. do ME 2016                                                       |                                                                      |
| 11.11.2015                                                           | Wyspy Owcze                                                          | Z                                                                    | 3–0                                                                  | Tórsvøllur, Tórshavn                                                 | El. do ME 2016                                                       |                                                                      |
| 17.11.2015                                                           | Włochy                                                               | R                                                                    | 2–2                                                                  | Stadio Renato Dall'Ara, Bolonia                                      | Mecz towarzyski                                                      |                                                                      |
| 2016                                                                 |                                                                      |                                                                      |                                                                      |                                                                      |                                                                      |                                                                      |
| 23.03.2016                                                           | Litwa                                                                | Z                                                                    | 1–0                                                                  | Stadionul Marin Anastasovici, Giurgiu                                | Mecz towarzyski                                                      |                                                                      |
| 27.03.2016                                                           | Hiszpania                                                            | R                                                                    | 0–0                                                                  | Cluj Arena, Kluż-Napoka                                              | Mecz towarzyski                                                      |                                                                      |
| 25.05.2016                                                           | Demokratyczna Republika Konga                                        | R                                                                    | 1–1                                                                  | Saint-Vincent (Włochy)                                               | Mecz towarzyski                                                      |                                                                      |
| 29.05.2016                                                           | Ukraina                                                              | P                                                                    | 3–4                                                                  | Stadio delle Alpi, Turyn                                             | Mecz towarzyski                                                      |                                                                      |
| 03.06.2016                                                           | Gruzja                                                               | Z                                                                    | 5–1                                                                  | Stadionul Național, Bukareszt                                        | Mecz towarzyski                                                      |                                                                      |
| 10.06.2016                                                           | Francja                                                              | P                                                                    | 1–2                                                                  | Stade de France, Saint-Denis                                         | ME 2016                                                              |                                                                      |
| 15.06.2016                                                           | Szwajcaria                                                           | R                                                                    | 1–1                                                                  | Parc des Princes, Paryż                                              | ME 2016                                                              |                                                                      |
| 19.06.2016                                                           | Albania                                                              | P                                                                    | 0–1                                                                  | Stade des Lumières, Lyon                                             | ME 2016                                                              |                                                                      |

W poprzednich latach Iordănescu był kilkakrotnie łączony z reprezentacją Rumunii, w tym jako potencjalny kandydat na dyrektora sportowego w 2011. Jednak zbliżył się do niej dopiero po wygaśnięciu mandatu senatorskiego w 2012. Najpierw planował start w wyborach w 2014 na prezesa Rumuńskiego Związku Piłki Nożnej, ale zrezygnował, kiedy taką gotowość zgłosił jego były podopieczny Gheorghe Popescu. Jeszcze przed wyborami Iordănescu powrócił do związku na stanowisko dyrektora technicznego, co przez niektórych obserwatorów zostało odebrane jako wotum nieufności dla selekcjonera Victora Pițurki, który kilka tygodni wcześniej przegrał baraże do Mundialu 2014, a sam nie chciał zrezygnować z powodu wysokiego odszkodowania. Iordănescu miał rzekomo przygotować grunt pod zwolnienie Pițurki po przejęciu władzy w związku przez Popescu, który na stanowisku selekcjonera widział Gheorghe Hagiego.

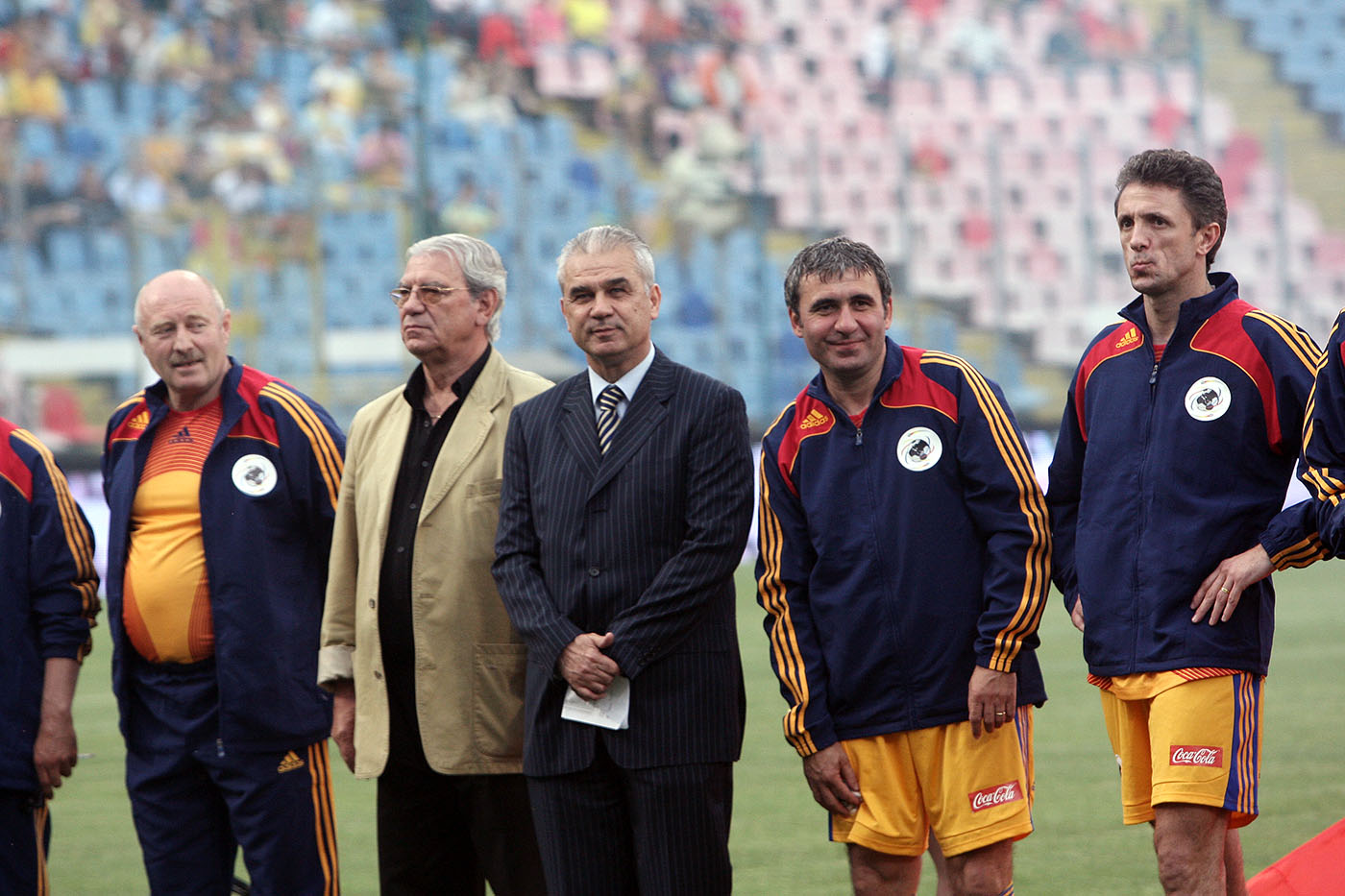
Spotkanie po latach. Iordănescu w towarzystwie Emerica Jeneiego, Gheorghe Hagiego i Gheorghe Popescu, 2008

Tyle że wybory wygrał nie Popescu, a 29-letni politolog Răzvan Burleanu. Pițurcă zachował posadę i rozpoczął eliminacje do Euro 2016. W trzech meczach zdobył siedem punktów (na dziewięć), po czym w październiku 2014 sam złożył rezygnację, bo otrzymał korzystniejszą finansowo ofertę z Arabii Saudyjskiej. Niedługo potem ogłoszono, że jego następcą zostanie 64-letni Iordănescu. Jako że przez ostatnie osiem lat zajmował się działalnością polityczną i administracyjną, nie był on pierwszym wyborem Burleanu. Wcześniej propozycję otrzymali Mircea Lucescu i Dorinel Munteanu, acz odmówili, tłumacząc się koniecznością wypełnienia kontraktów w klubach. Także inni czołowi rumuńscy trenerzy nie byli dostępni (Cosmin Olăroiu, Dan Petrescu, Cosmin Contra, Ladislau Bölöni i Laurențiu Reghecampf). W przypadku odpadnięcia wszystkich rodzimych kandydatur miano rozważać zatrudnienie Holendra Berta van Marwijka lub Niemca Brunona Labbadii.
Nowy selekcjoner poprowadził Rumunów do trzech punktowych zwycięstw (z Irlandią Północną i dwukrotnie Wyspami Owczymi) i czterech remisów (z Irlandią Północną, Węgrami, Grekami i Finami), co wystarczyło do zajęcia drugiego miejsca w grupie, premiowanego promocją bezpośrednią. Polski dziennikarz, podsumowujący występy europejskich drużyn narodowych w 2015, umieścił Rumunów na czternastym miejscu z komentarzem: „Po co wygrywać, skoro można dzięki remisom osiągnąć pełen sukces? -- mógłby zapytać Anghel Iordănescu. Jego drużyna kończy rok z bardzo osobliwym bilansem: dwa zwycięstwa i pięć remisów. Z kim by one nie były, doprowadziły do awansu na ME. A trzy stracone bramki przez cały rok każą naprawdę z dużym szacunkiem patrzeć na ekipę rumuńską”.

#### Euro 2016: runda grupowa

Mecz inauguracyjny Francja–Rumunia

Przed mistrzostwami drużyna Iordănescu nie była wysoko oceniana. Pisano, że „Rumunia wystawia personalnie najsłabszy zespół w historii swoich startów w tego typu turniejach”. Za największy atut uważano solidną obronę (w eliminacjach Rumuni stracili tylko dwa gole), szczególnie bramkarza Cipriana Tătărușanu z ACF Fiorentina, laureata nagrody dla najlepszego piłkarza w Rumunii. Oprócz Tătărușanu silny klub reprezentował tylko kapitan Vlad Chiricheș, wicemistrz Włoch z SSC Napoli. Pozostali grali na co dzień w ligach Arabii Saudyjskiej, Bułgarii, Chorwacji, Izraela, Kataru, Rumunii i Turcji, albo w słabszych drużynach Premier League (Watford F.C.) i La Liga (Rayo Vallecano). Nie wszyscy zresztą mieścili się w ich podstawowych składach.
Na samym turnieju do przeciętnej jakości zawodników doszedł kolejny problem, znany już z poprzednich turniejów, na których kadrę prowadził Iordănescu, to znaczy napięte relacje z mediami. Kiedy lokalny dziennikarz napisał, że jeden z asystentów Iordănescu rzekomo przyłapał napastnika Denisa Alibeca na paleniu papierosów w czasie meczu z Francją, został publicznie oskarżony przez selekcjonera o kłamstw i psucie atmosfery. Media regularnie krytykowały też dobór zawodników i taktykę Iordănescu, a porażkę w ostatnim meczu grupowym z Albanią (0:1) nazwały „hańbą stulecia”.
Bo właśnie owa porażka z zespołem, który debiutował na turnieju rangi mistrzowskiej i z którym nigdy wcześnej nie przegrali, zadecydowała o tym, że Rumuni odpadli z Euro 2016 już po fazie grupowej. Iordănescu usprawiedliwiał się kontuzjami trzech podstawowych zawodników (Răzvan Raț, Mihai Pintilii i Steliano Filip), błędem niezawodnego dotychczas Tătărușanu przy golu oraz... decyzją UEFA o przeniesieniu treningów na inny stadion z powodu opadów deszczu, co miało rzekomo wytrącić piłkarzy z koncentracji. Jednak w mediach pojawiały się opinie, że Iordănescu po długiej przerwie od pracy szkoleniowej stracił pewność siebie i działał chaotycznie, ot, w każdym meczu wystawiając inny skład (w sumie na boisku pojawiło się dziewiętnastu z dwudziestu trzech zgłoszonych graczy). Piłkarz Constantin Budescu, pominięty przy ustalaniu kadry na mistrzostwa, powiedział dosadnie: „Ciężko jest, kiedy jedzie się na turniej bez trenera”.

„Pod względem organizacyjnym, terminarza reprezentacji panował totalny chaos. Iordănescu w każdej chwili mógł zarządzić zajęcia, z godziny na godzinę decydował o wydarzeniach na kadrze. Zawsze zmieniał zdanie. W swoim czasie był to świetny trener, ale przez wyłączenie się z gry stracił pewność siebie.”

Ostatecznie udział Rumunów w Euro 2016 zakończył się zdobyciem jednego punktu, co przełożyło się na ostatnie miejsce w tabeli. Zanim ulegli Albańczykom, przegrali z gospodarzami Francuzami (1:2) po golu straconym w ostatnich minutach oraz zremisowali ze Szwajcarami (1:1). Goryczy porażki nie osłodziło nawet to, że mecz z Albanią był setnym Iordănescu w charakterze selekcjonera; w tamtym czasie takim wynikiem mogło się pochwalić tylko dwudziestu dziewięciu trenerów na świecie.
Było to zarazem jego pożegnanie i z kadrą, i pracą szkoleniową. Tydzień po porażce z Albanią prezes związku piłkarskiego Răzvan Burleanu ogłosił, że kontrakt z Iordănescu nie zostanie przedłużony. Jego następcą został Niemiec Christoph Daum. Pod koniec 2016 polski dziennikarz umieścił Rumuna wśród trenerów, których praca najbardziej rozczarowała.

## Kariera polityczna

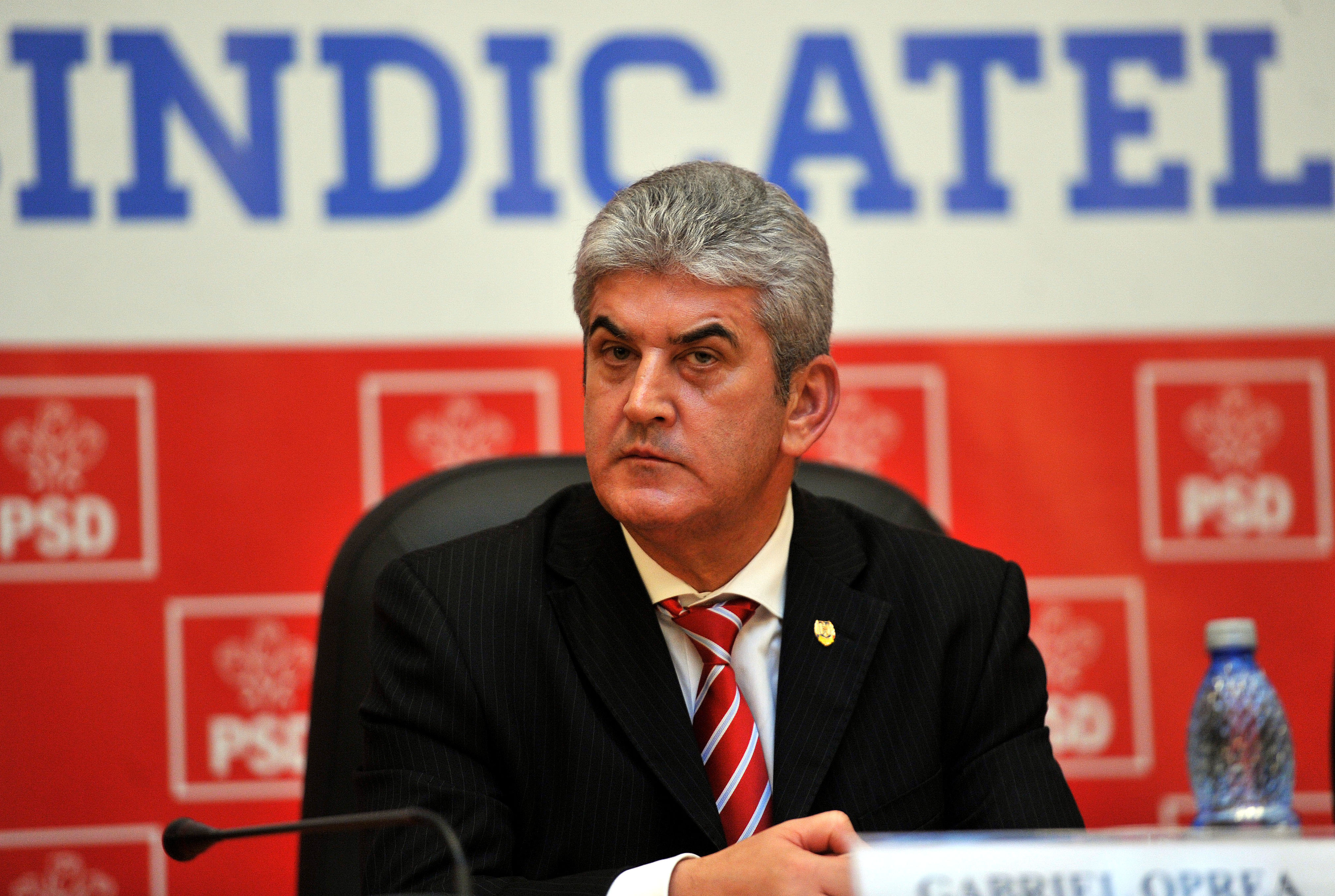
Gabriel Oprea, przyjaciel i promotor kariery politycznej Iordănescu.

Iordănescu jest uważany za członka najbliższego otoczenia Gabriela Oprei, prominentnego polityka rumuńskiej lewicy, byłego ministra spraw wewnętrznych oraz obrony narodowej i dwukrotnego tymczasowego premiera. W latach 90. mieli razem prowadzić biznes deweloperski, przez wiele lat ich rodziny dzieliły też bliźniak w Bukareszcie. Dziennikarze sugerowali, że to Oprea pomógł najmłodszemu synowi Iordănescu dostać pracę w ministerstwie rolnictwa, a nawet że stoi za szybkim rozwojem kariery szkoleniowej najstarszego syna, Eduarda, czemu Oprea zaprzeczył. Iordănescu utrzymuje również bliskie relacje polityczno-towarzyskie z długoletnim burmistrzem Voluntari Florinem Pandelem i jego żoną Gabrielą Fireą, byłą burmistrz Bukaresztu. Oboje są rodzicami chrzestnymi wnuczki Iordănescu.
W 2004 Oprea, ówczesny wiceprzewodniczący Partii Socjaldemokratycznej (PSD), namówił go do wstąpienia do partii oraz startu w wyborach parlamentarnych (do senatu) z własnego okręgu wyborczego Ilfov. Z tego powodu Iordănescu przedwcześnie zrezygnował z funkcji selekcjonera reprezentacji Rumunii. Jednak ponad 7 tys. głosów, które otrzymał, nie wystarczyły do zabezpieczenia mandatu. W roli wiceprzewodniczącego lokalnych struktur zaangażował się w działalność PSD w Ilfovie, a do senatu i tak trafił na ostatnich dziesięć miesięcy tamtej kadencji (2004–08), przejmując mandat po chorym Teodorze Filipescu jako kolejny kandydat z listy.
Jesienią 2008 kandydował do senatu ponownie – i tym razem udanie. Dziennikarze, którzy śledzili jego kampanię, zwracali uwagę, że jest lakoniczny, nie składa wielu obietnic i nie zbyt dobrze czuje się na publicznych wiecach. Krytykę wzbudziło też to, że wykorzystywał mundur i insygnia wojskowe. Jego największą zaletą miała być duża rozpoznawalność w społeczeństwie. Jednak senatorem z ramienia PSD był tylko przez kilka tygodni: w styczniu 2009 razem z Florinem Pandelem zrezygnował z członkostwa w partii. Dziennikarze sugerowali, że i tak groziło mu wykluczenie. Przyczyną było publiczne poparcie Oprei, wówczas ministra spraw wewnętrznych, w jego konflikcie z kierownictwem PSD o nominacje urzędnicze w podległych mu instytucjach.
Konflikt ten ostatecznie doprowadził do wyjścia Oprei i jego stronników z PSD, a po kilkunastu miesiącach zaowocował ich transferem do Narodowego Związku na rzecz Rozwoju Rumunii (UNPR), nowej partii założonej jako konkurenta dla PSD po lewej stronie sceny politycznej. Iordănescu pełnił mandat senatora z ramienia UNPR do końca kadencji (2008–12) i nie starał się o jego odnowienie w kolejnych wyborach. Z poparciem UNPR i Oprei ubiegał się za to o inne stanowiska publiczne: burmistrza Bukaresztu w 2012 i posła do Parlamentu Europejskiego w 2019. W obu przypadkach bezskutecznie.
Do polityki wrócił jako kandydat PSD do rady miejskiej Bukaresztu wysunięty przez Gabrielę Fireę, ówczesną burmistrz walczącą o reelekcję w czasie wyborów samorządowych w 2020. Start 70-letniego Iordănescu, a także innych weteranów zaproszonych przez Fireę, w tym byłego premiera Petre Romana (74 lat) oraz byłych piłkarzy Cornela Dinu (72) i Miticy Dragomira (74), od początku budził opory kierownictwa PSD i szyderstwa niektórych dziennikarzy. Iordănescu wszedł do rady, ale i tak PSD straciła w niej większość, a sama Firea przegrała wybory z Nicușorem Danem, co wywołało napięcia w partii. Kierownictwo zażądało od Firei, żeby przekonała swoich stronników do zrzeczenia się mandatów. Większość zrezygnowała, tylko Iordănescu i Dragomir – nie. Jako że mandat Dragomira ostatecznie został unieważniony przez sąd, Iordănescu jako jedyny z tej grupy dokończył czteroletnią kadencję (2020–24).

## Życie prywatne

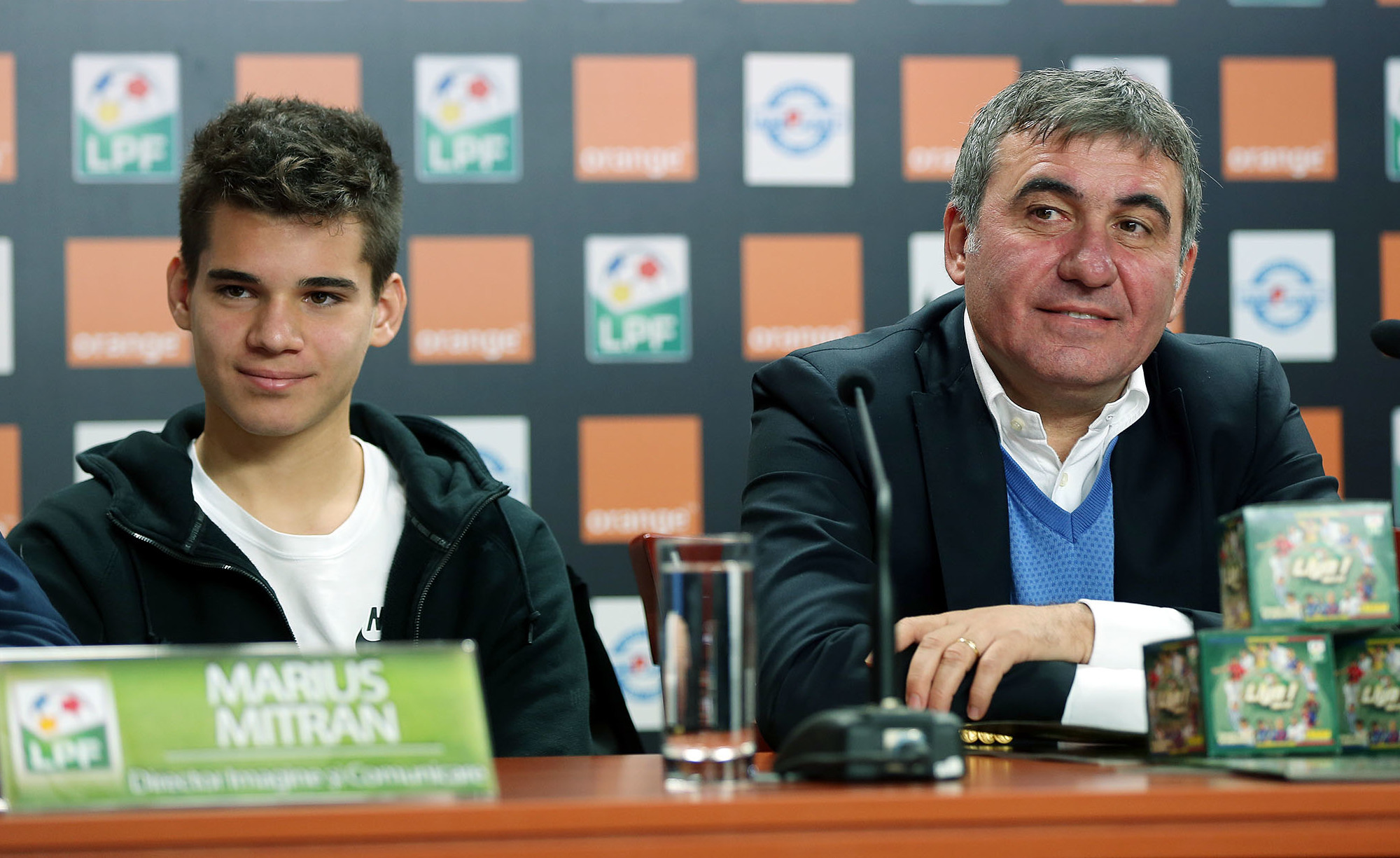
Ianis i Gheorghe Hagi, a więc istotne ogniwa reprezentacji Rumunii prowadzonej przez Edwarda i Anghela Iordănescu.

Iordănescu ma czworo dzieci (i pięcioro wnucząt): byłego piłkarza i trenera piłkarskiego Edwarda (ur. 1978), teologa i biznesmena Andreia (ur. 1993), piłkarza Alexandru (ur. 1994) oraz prezenterkę telewizyjną Marię (ur. 1997). Valeria, ich matka i żona Iordănescu, rzadko pojawia się publicznie.
W maju 2022 Maria Iordănescu wzięła we wsi Corbeanca ślub kościelny, który ze względu na wystawny charakter, obecność celebrytów i dużą aktywność w mediach społecznościowych samej Marii przyciągnął uwagę rumuńskich mediów.
Zainteresowanie opinii publicznej wzbudza też Edward, szczególnie w okresie, w którym był selekcjonerem reprezentacji Rumunii (2022–24). To był drugi – po Mircei (1981–86) i Răzvanie Lucescu (2009–11) – przypadek, żeby to stanowisko pełnił zarówno ojciec, jak i syn. Pod wodzą Edwarda Rumuni wygrali eliminacje do Euro 2024, a na samym turnieju doszli do 1/8 finału, co było najlepszym rezultatem od 2000
.
Z oświadczenia majątkowego, które Iordănescu złożył w 2020 jako członek rady miejskiej Bukaresztu, wynika, że jest właścicielem czterech willi (trzech w Bukareszcie i jednej w Voluntari), domu letniskowego w Breazie oraz kilku działek. W tamtym okresie posiadał oszczędności w lejach (ponad 3 miliony), euro (ponad 400 tys.) i dolarach (ponad 100 tys.), a także pobierał emerytury z ministerstwa spraw wewnętrznych i parlamentu (każda w wysokości 60 tys. lei rocznie). W rzeczonym podbukaresztańskim Voluntari znajduje się stadion, który od 2015 nosi imię Iordănescu.
Iordănescu deklaruje, że jest głęboko wierzący. W czasie Mundialu 1994 dziennikarze zauważyli, że ściskał w dłoni krzyżyk. Mówił wtedy, że przed każdym meczem prosi Boga o pomoc. Już po zakończeniu kariery szkoleniowej bywał widywany na stadionach przy całowaniu złotych ikon.

## Statystyki kariery piłkarskiej
| Klub               | Sezon              | Liga  | Liga | Europa | Europa | Razem  | Razem  |
| Klub               | Sezon              | Mecze | Gole | Mecze  | Gole   | Mecze  | Gole   |
| Steaua             | 1968/69            | 2     | 0    | 0      | 0      | 2      | 0      |
| Steaua             | 1969/70            | 5     | 0    | 0      | 0      | 5      | 0      |
| Steaua             | 1970/71            | 26    | 12   | 3      | 0      | 29     | 12     |
| Steaua             | 1971/72            | 22    | 4    | 6      | 0      | 28     | 4      |
| Steaua             | 1972/73            | 13    | 8    | 0      | 0      | 13     | 8      |
| Steaua             | 1973/74            | 25    | 7    | 0      | 0      | 25     | 7      |
| Steaua             | 1974/75            | 25    | 19   | 0      | 0      | 25     | 19     |
| Steaua             | 1975/76            | 31    | 23   | 0      | 0      | 31     | 23     |
| Steaua             | 1976/77            | 30    | 16   | 2      | 0      | 32     | 16     |
| Steaua             | 1977/78            | 28    | 19   | 1      | 0      | 29     | 19     |
| Steaua             | 1978/79            | 28    | 12   | 2      | 0      | 30     | 12     |
| Steaua             | 1979/80            | 26    | 9    | 3      | 1      | 29     | 10     |
| Steaua             | 1980/81            | 26    | 6    | 2      | 0      | 28     | 6      |
| Steaua             | 1981/82            | 30    | 20   | 0      | 0      | 30     | 20     |
| Steaua             | Razem              | 317   | 155  | 19     | 1      | 336    | 156    |
| OFI 1925           | 1982/83            | 34    | 6    | ?      | ?      | ?      | ?      |
| OFI 1925           | 1983/84            | 20    | 1    | ?      | ?      | ?      | ?      |
| OFI 1925           | Razem              | 54    | 7    | ?      | ?      | ?      | ?      |
| Steaua             | 1985/86            | 0     | 0    | 1      | 0      | 1      | 0      |
| Steaua             | Razem              | 0     | 0    | 1      | 0      | 1      | 0      |
| Łącznie w karierze | Łącznie w karierze | 371   | 162  | ok.20  | ok.1   | ok.391 | ok.163 |

| Reprezentacja Rumunii |       |      |
| Rok                   | Mecze | Gole |
| 1971                  | 6     | 2    |
| 1972                  | 6     | 1    |
| 1973                  | 2     | 0    |
| 1974                  | 7     | 2    |
| 1975                  | 8     | 2    |
| 1976                  | 7     | 4    |
| 1977                  | 7     | 4    |
| 1978                  | 9     | 4    |
| 1979                  | 1     | 0    |
| 1980                  | 4     | 6    |
| 1981                  | 7     | 1    |
| Razem                 | 64    | 26   |

## Sukcesy
| Kariera piłkarska - Steaua Bukareszt: - mistrzostwo Rumunii 1976, 1978 - wicemistrzostwo Rumunii 1977 i 1980 - Puchar Rumunii 1970, 1971, 1976 i 1979 - ćwierćfinał Pucharu Zdobywców Pucharów 1971–1972 - Puchar Europejskich Mistrzów Krajowych 1985–1986 - Rumunia: - Balkan Cup: 1977–1980 - Indywidualnie: - Król strzelców ekstraklasy rumuńskiej, 1981–1982 | Kariera szkoleniowa - Steaua Bukareszt: - mistrzostwo Rumunii 1987, 1988, 1989 i 1993 - wicemistrzostwo Rumunii 1990 - Puchar Rumunii 1987, 1988 i 1989 - finał Pucharu Europejskich Mistrzów Krajowych 1988–1989 - półfinał Pucharu Europejskich Mistrzów Krajowych 1987–1988 - Superpuchar Europy 1986 - Anorthosis Famagusta: - wicemistrzostwo Cypru 1991 i 1992 - Al-Hilal: - Azjatycka Liga Mistrzów 2000 - Puchar Króla Arabii Saudyjskiej 2000 - Puchar Federacji Arabii Saudyjskiej 2000 - Al-Ain FC: - wicemistrzostwo ZEA 2001 - Puchar Prezydenta ZEA 2001 - Puchar Zatoki Perskiej 2001 - Ittihad FC: - Arabska Liga Mistrzów 2005 - Azjatycka Liga Mistrzów 2005 - IV miejsce w Klubowym Pucharze Świata 2005 - półfinał Pucharu Króla Arabii Saudyjskiej 2005 - reprezentacja Rumunii: - ćwierćfinał Mundialu 1994 - 1/8 finału Mundialu 1998 - faza grupowa Euro 1996 i Euro 2016 |  |